# 朴璐美
朴 璐美（ぱく ろみ、박로미、1972年1月22日 - ）は、日本の声優、女優、歌手。東京都江戸川区出身。国籍は日本。LAL代表。夫は俳優、声優の山路和弘。
代表作は『∀ガンダム』（ロラン・セアック）、『鋼の錬金術師』（エドワード・エルリック）、『BLEACH』（日番谷冬獅郎）、『NANA』（大崎ナナ）、『進撃の巨人』（ハンジ・ゾエ）など。

## 経歴
1990年年代初頭に和洋国府台女子高等学校、1992年に桐朋学園芸術短期大学演劇科を卒業。その後1992年4月 - 1992年10月、祖父の母国である韓国の延世大学校 韓国語学堂に留学。
1993年、一人前の俳優になるべく円演劇研究所へ入所。1995年に演劇集団 円の会員に昇格。
1998年、『ブレンパワード』のカナン・ギモス役で声優デビューを果たす。
当時は舞台女優活動を行うもなかなか売れず、演劇をやめて別の道を模索しようとも考えていた。しかしその頃、『ガンダム』シリーズの監督・富野由悠季が新作ガンダムアニメ制作のため、様々なジャンルからの人材をアニメの現場に起用し若い才能を発掘するべく、多くの演劇イベント会場を回っていた。その中で朴の舞台野外公演を見たことから、新作『∀ガンダム』のディアナ・ソレルとディアナ・ハイムの役でオーディション参加を依頼するFAXが朴の自宅に届く。オーディション運営スタッフから「この役もやってみて」といきなり主役のロラン・セアック役の台本を渡され、そこに書かれている台詞を読むよう指示されて参加すると、見事オーディションに合格。1999年、『∀ガンダム』でロラン・セアック役を担当し、声優としてブレイクを果たした。
2003年、「第26回アニメグランプリ」にて声優部門賞を獲得。
2004年、「東京アニメアワード2004」にて声優賞を受賞。
2006年、歌手活動を開始しCDをリリース。
2006年度、「第1回声優アワード」にて『NANA』の大崎ナナ役で主演女優賞を受賞。
2013年、第25回東京国際映画祭日本映画・ある視点部門ノミネート『あかぼし』で実写映画に初主演。
2016年、出演予定だった舞台『箱の中身2016』を体調不良のため降板。
2017年11月15日付で22年間在籍した演劇集団 円を退所、芸能・声優事務所LALを設立。
2019年、東宝ミュージカル『レ・ミゼラブル』のマダム・テナルディエ役でミュージカルに初出演。
2020年1月22日、俳優・声優の山路和弘と結婚したことを公式サイト・Twitterにて発表した。
2024年、山寺宏一、梶裕貴ら他の有名声優26名と共同で、本人に無断で学習・生成される生成AI音声や映像に反対する有志の会として『NOMORE 無断生成AI』を結成した。声明文では「やった覚えのない朗読や歌、そして声そのものが、ネット上に公開され、時に販売」される現状への強い懸念が表明された。

## 人物
趣味や特技はスキューバダイビング、少林寺拳法、ピアノ、水泳、韓国語。
人見知りで、不器用なため嘘を吐いて話すこともできない。
最初のイベントで、客に椅子の背もたれを向けて座ってしまったことから初めはヒドかった。以前、イベントで「今度の役どころは?」と質問されたが、まだ収録すらしていない役であったため、監督のカンペを見て「巨乳です」しか言えず一杯いっぱいで震えていた。会場の皆は「頑張れ!」と温かく応援してくれたが、痛々しい姿であったと語る。その後、あるイベントで地方を回った時、何回目かの名古屋で、一緒に出演していた子安武人にようやく突っ込みを入れることができ慣れてきた。普段は冗談を飛ばし合っているが、イベントのステージに立つと、しゅんとしてしまう。
ラジオ番組などは小野坂昌也にゲストに来てくれた時、「一生懸命に楽しく盛り上げて、ゆくゆくはラジオのパーソナリティになりたいとか思わないの?」質問に「思いません」と言ったりしていた。ラジオ番組『鋼の錬金術師』では、相手役の釘宮理恵と2人でラジオをしなくてはいけなくなり、それでも話せなかった。しかし相手役の釘宮の負担を減らすためにも「とにかく私が引っ張っていかないと」と思ってからは、逆切れしてやり出した感じであった。
歌は全て逆切れで解決で、朴は逆切れする才能は持っているかもしれず皆それを克服するために練習したり色々するが、朴はダメであった。
2009年時点でレギュラーを多数抱え、大人気だが、これだけの仕事を依頼されている理由は「不思議だなぁ」と感じている。自分自身のためにしているところもあり、飽きっぽいところも出てしまっていると思っており、恥も外聞も捨ててしている。そんな暑苦しさに何かしらの魅力を感じてくれる人物がいるおかげで、「シラケていたくないな、シラケていちゃいけないのではないかな」と思っている人物たちがファンになってくれているといい、すごく愛しい。
養成所に特別講師、体験レッスンの講師として呼んでくれることはある。めちゃめちゃスパルタで「なめてんなよ」ぐらいの勢いで、身体を使わせ、基本は、円演劇研究所の教わった。
2010年から2012年までダイニングカフェ・シーラカンスをゲッターズ飯田と共同経営していた。
2013年からボイススクールstudio Cambria（スタジオ カンブリア）を開校。最初に話をくれた時は「役者が誰かにものを教えるなんて冗談じゃない」気持ちがあり、「最近のしらけている子たちに私が接したら、きっとケンカになりますよ」と断ろうとしていた。その時に話をくれた人物が「そのくらい本気でぶつかってください。学生を泣かせてもいいです」とまで言うため、引き受けた。最初の頃のレッスンは、かなりケンカ腰だったといい、その時学生にやらせたのが、演劇集団 円の演出家の福沢富夫がしていたレッスンであった。

### 声優・女優になるまで

#### 生い立ち
在日韓国人として生まれ、後に日本に帰化した韓国系日本人。
姉と弟がいる。
子供のころは体が弱く、肺炎で死にかけたり、食事もあまり摂らないにもかかわらず、活発に動いて突然倒れることもあった。
小学生の頃のあだ名は「半切りごぼう」で、「ごぼうより細い」意味であり、体重が常に20数Kgしかなかった。
体を鍛えることと箱入り娘に育てるため、少林寺拳法、水泳、ピアノ、書道、公文、そろばん、油絵など習い事をいくつもした。部活動もテニス部に所属しようと思っていたが、家が厳しく部活動は禁止で門限が5時半だった。両親も「部活動で体を鍛えるなら、家に帰ってきてから少林寺拳法に通いなさい」という方針で、少林寺拳法は、小、中学と通っていた。韓国の李氏朝鮮時代からある儒教のしきたりで毎週日曜日に祖父母の家を訪ね、学校では日本語、家では日本語と韓国語、祖父母宅では韓国語で過ごす一日で世界が変わる生活は現実感がなく、特に祖父母の家に行くことは鬱陶しく感じていた。家ではだらしないとして流行のファッションをしていると怒られ、父とは20歳になるまで敬語で会話していた。父は単身赴任が多く家にあまりいなかった。母は、日本語を知らぬまま来日していたが、凄く努力して新聞などを独学で日本語を学んでいたようで、日常会話は日本語であった。母は朴を在日韓国人学校、朝鮮人学校に入れるつもりも全くなかったようであったことから朴に韓国語を強要したことは一度もなかった。母は、朴をアルバイトもさせてくれなかったことから馬鹿かわいがりしていた。後述の彼氏が出来た時には彼を「どういうつもりなんですか?」と呼び出していたことから大変であった。その時に「真剣にお付き合いしているのだったら私のいる前でしか会わないで」、と言っていた。中学は地元の公立校では不良になるとの心配から、母の意向で私立校に通い、高校は自分の居場所を求めて韓国の学校へ進学することを希望するも許されなかった。姉は、日本になじめずに、韓国に行っていた時期もあり、中学進学時にも「韓国に行きたい」と言っていた。

#### デビュー前
元々、演劇に興味を持っていたわけではなく、高校で演劇部に憧れの先輩がいたこと、先輩に誘われたことがきっかけ。両親からは「高校生になったら部活動してもいい」と許しが出たため、先輩の言葉に乗り、演劇部に入部。演劇部に入ると、みんなで作品を作り上げることが好きになり芝居にのめり込む。当時は学校の演劇部としての活動は、ほどほどだったが、地区大会のようなものには出場していた。顧問の教師からもあまり干渉はされず、自由奔放に活動した。演劇部の1年目は役をもらえるわけではないため、一番最初は照明を担当していた。当時は部活動だったが、芝居の演出も生徒が色々な役割分担をそれぞれに受け持つかたちで運営していたことから、演出に興味があった。
脚本は色々で、当時は人気のあった野田秀樹の作品などを上演していた。野田作品の舞台は観たことは一度もなかったが、勝手に自分なりの解釈で舞台を演出していた。短大生になり初めて夢の遊眠社で野田の演出の舞台を観て、「オリジナルはこうなっていたんだ」と感激していた。
高校3年の時に出場した全国高等学校演劇大会の地区大会で、ミヒャエル・エンデの『モモ』の登場人物を全員女性に改稿して演じていたが、本番で演じている最中に停電になってしまい、上演は中止になった。当時は灰色の女役でちょうど舞台に立っていた時に真っ暗になったため、「これだけ稽古してきたのに、もう演じられないのか」とものすごくショックを受けてしまった。朴以外の部員も皆、号泣したりパニックを起こしたりとおかしなテンションになっていた。
電源が復旧しもう一度最初から演じられることになった時には、冷静になってしまい、灰色の女にしか見えなくなっていた。今まで感じたことのないすごく変な感覚だったが、それを味わってしまったところ演劇のとりこになっていた。このことを、「やはり、どこかで苦しかったのかな」と語っている。
日常を生きていく上で、現実感がなく、日本の社会に入り、溶け込もうとしても上手くいかず、何かしらで必ず自分の中に違和感を感じた。それが演劇の中でやっと一つになれる実感があった。当時「自分はもしかしたら精神を病んでしまっているのではないか」と思い、母に病院に連れていってもらったこともあった。その病院の医師が、重度の患者に会わせてくれて、「君は病気じゃないよ」と言った。
今まで何に対しても興味が持てなかったが、初めて集中して興味を持てたのが演劇だった。他の表現方法で興味が持てなかったのは、絵は面倒くさく、気にし出すと凝り性な部分があるため、絵の具も全種欲しくなり、全部が手に入らないと悲しかった。
舞台などはほとんど観ておらず、基本的に不器用で一点集中型だった。2009年時点でも一つに集中すると他のことを一切しなくなってしまう傾向がある。
大学は今度こそ韓国の学校に行こうとするも、当時の韓国は学生運動が盛んで危険だったこともあり、母から日本での受験を勧められる。その時は進路を決める時期で、中学高校と女子校だったため、「もう女子だけの環境はイヤ！」と思い、エスカレーター式の女子大に進学したくなかったが、両親は大学進学希望だった。母は朴がそのままエスカレーター式で大学に進学してくれると思い込んでいたようだった。朴は、芝居の他にも、ビーズなどで小さくて細かいものを延々と作っていることが好きだったため、「アクセサリーなどを作る人になりたい」と思い、専門学校の資料を取り寄せたりしていた。しかし両親が「大学進学以外は絶対に認めない、大学に進学しないなんて朴家の恥だ」と言われた。何が何でも大学への進学は嫌で、他の選択肢を考えていなかったため、困っていた。「何とかしよう」と思い、両親に「姉のように韓国へ行かせてくれないか」と頼んでいた。その時、「頼むから日本の大学に行ってくれ、今いる上の大学が嫌ならどこでもいいから受験してくれ」と懇願された。演劇に比重を置いていたせいで受験準備もしていなかったことから、友人から聞いた試験科目が国語と実技だけだった桐朋学園芸術短期大学演劇科を受験する。最終的には偶々演劇の大学に行ったが、もしアクセサリー関係の大学を知っており、両親が許してくれていたら、「今頃は立派なアクセサリーデザイナーになっていた」と語る。
大学入学後にできた1浪して入学して年齢的には1つ上であった彼氏が立ち上げた劇団に参加。彼の演出は演者を扱うことが上手く熱い人物で朴がとある少女役を稽古していた時、「あのさ、形はよく分かったからもういいよ。お前が全く見えてこないんだよ」と言い、電気を消されて、「足りねぇ!」、「跳ねろ!」、「走れ!」と怒鳴られまくっていた。無我夢中で跳んだり跳ねたり走ったり暗闇の中、何も見えないところで、ただ真剣に身体を動かしていたところ自然と心も動き自分に集中できるようになった。そのうちに、朴自身も気付いてなかったものがどろどろっと出てきた。朴は演出家希望だったが、彼の演出家としての才能に圧倒されたことから演出することを断念した。当時の朴は、周囲のことなどどうでもよく、人からどう見られているかなど気にもならなかった。それまでどこか箱入り娘であったが、かき乱れ、朴自身の殻をいっぺんに壊された感じで彼のことを心の底から尊敬しており好きであった。彼は大変人気者で、多くの同級生が彼のことを気にしていたと語り、モテモテであった。朴と彼が付き合うことになった時には、皆から冷たい仕打ちを受けていたが、朴は舞い上がっていたため、気にならなかった。学内劇団ではたったの3回であったが、2009年時点でも、この学内劇団の3回の公演は忘れることはできず、はっきり記憶に残っていた。人数は20人程度で彼自身も大きなことを言っておきながら、弱い部分があり、学校に来なかったり、稽古にも来なかったりもして3回公演する間に分裂したり、色々あった。その核として活動していたのが、彼と朴と2009年時点で演劇集団 円で一緒に活動している友人の3人であった。
2年の後期になった時に先生から呼び出され、「このままでは卒業できない」と伝えられていた。それを知った母は「卒業できないなんて朴家の恥!」と大学の先生に直訴しに行き、なんとか卒業できるように手立てを考えた。朴自身は、もうどうでもよくはなっていたが、後期になりある授業に出席した時、前期に全く出席していなかったこともあり、その教授に「何で君がここにいるんだ。帰りなさい!」と言われた。その言葉にカッチーンときて、「この授業に出なくたって絶対卒業してやるよ!!」と強く思い、逆ギレしてなんとか卒業しようと一念発起して、2年の後期だけは無茶苦茶頑張った。出席しなかったのは一般教養、演劇論のような座学で、何を言っているのかさっぱり理解できなかった。
大学入学後も役者になろうとは思わず、卒業後に日本で付いてまわった違和感を「はっきりさせたい」と思い、遂に韓国留学。韓国へ行き「私の帰るべき場所ではなかった」と思った。落ち着ける場所と考えていた「母国」の地は「祖国」であり、「やはり、母国は私にとって日本なんだ」と確信していた。いくつかの発見もあったが、日本で得た内なるものと韓国での擦れ違いから韓国には1年間の留学予定であったが、「ここは私のいるべき場所ではない」と思い見切りをつけて、結局半年で勝手に失意のうちに帰国。
内緒で帰国してしまったため、実家に帰ることもできず、短期大学の先生のところに泣きながら駆け込んでしまった。3日後には実家にタクシーで連れていかれ、その時が人生の中で自分が抱えてきたものを吐き出さなければならない重要な通過点だったのだと語る。彼氏が友人とデキちゃっており、ショックのあまり引きこもりのような状態でもあった。失意の日々を過ごしていた時、大学時代の劇団仲間から勧められて、そこで演出家の福沢富夫に出会い、「この人にならすべてを見せられる」と思ったことがきっかけで円演劇研究所に入った。
同演劇研究所入所時には「魔の3日間演習」と呼ばれる行事があり、当初は「もしかして危ない集団に入っちゃった？」と思った。朴たちを見守る福沢の目は真剣そのものであり、それで叫び続けていたところ、演習が終えた時には「もっと先生に私を見てほしい。受け止めてほしい」気持ちになっていた。1年ほど頑張ってみたところ、色々と痛くて苦しくて哀しくてどうしようもなかった気持ちが、想いを吐き出すことでどんどん浄化されていき、「やっと人間に戻れたかな」という感覚で、吐き出すだけではなく「それを表現に変えたい」欲求につながった。学生の時は、世間を分かっておらず、何も分からない中で、必死に自分を出そうとしていた。その時に、「違うよ璐美。そのボタンはここにあるじゃん」とポンと押されて、自分で「こんなボタンがここにあったんだ」と確認が取れた感じでそれまでものがどろっと出てきた。その後、色々な経験をして色々な傷をもらい、円の研究所では、そんな経験、今までの自分の中に潜在的に持っていたものと、それに付随していたものが全部つながって出てしまう感じであった。演じる道で生きて行こうと思ったのはなく演じることは、朴自身が人として生きて行くうえで必要な手段で「絶対に一生失くせないものだ」とも思っておらず「今、必要だ」と思ってるだけであった。「もうお芝居やめてもいいな」と思えた時が来たら、「それは自分を許せる時なのかもしれないな」、「私が浄化される時なのかな」と思っている。

#### デビュー後
当時、演劇集団 円の会員になったのも、前述の自然な流れからであり、演劇集団 円に入団後も自分が役者として生きていくことに疑問符だらけであった。演技でお金を受け取ることがピンとこなく、朴にとって、お金をくれるのはアルバイトであり、演じる時にはお金のことはいっさい考えていなかった。あの頃は少しテレビドラマ、舞台、PVに出演していたくらいで、結構な金額が手に入ることもある世界で、純粋な気持ちで演技に打ち込んでいたが、そうではないのが勝っていくような大人の事情が見えてしまうこともあった。朴にとって芝居はすごく神聖なものだが、どんどん汚されていってしまい、「そんな場所にはいたくない」思いが徐々に強くなった。
演劇集団 円の研究所で一つと下の期にいたところ、同い年の富野由悠季の長女の富野アカリが演出部に入り、その時は、「『ガンダム』の娘がいる」と話題になっていた。演出部は一期上の公演にスタッフとして付いてくれるため、交流もあり、皆で富野アカリの別荘へ遊びに行ったこともあった。その時に富野由悠季がおり、「ああ、この人がガンダムの生みの親だ」と思った。その家には玄関にガンダムの立像が飾っており、「ああ、ここにもガンダムが！」と思った。
演劇集団 円の研究所時代は切磋琢磨しながらのモノ作りの面白さを強烈に感じていたが、劇団員になりだんだん経験を積んでいくに従い、自分がひとつのコマのようになっていくような感覚になってきた。自分が失われていくような感じがあり、「これは自分がやりたかったことかな」と思うようになった。一つの型にはめられていくのは自分の性には合わず、「役者業業であるならば潔く辞めて他の道を探そう」と思った。
円の演劇研究所時代はアルバイトをさせてくれなかったが、正式に演劇集団 円に入ってから初めてアルバイトをしていた。その時は携帯電話を売るのが天才的に上手く、あらゆる大手電気量販店で携帯電話を売りまくっていた。あとはスーパーの冷凍商品販売で品切れにしたこともあった。たくさんソーセージを売っていたため、仕事場で重宝されていた。自分のやり方で販売できることにやりがいを感じて「いっそ販売で生きていこうかな」と思い始めていた。それほど仕事がなかった時、円の人物からたまに仕事のオファーの話がくると「えーバイトできないじゃん」と本気で思った。この仕事をしていると、急に仕事、稽古が入ることも多いため、周囲はアルバイトスケジュールなどの変更でアルバイトをクビになってしまった人物もいたが、朴は売り上げが良かったためクビにならなかった。その時、「私自身、このまま社員になってもいいかな」と思ったくらいであった。それまであれほど反対していた両親も、認めてくれた。
演劇集団 円に入ってから2年後、前述のとおり、役者を辞めようとしていたところに『ブレンパワード』のオーディションの話が来て、マネージャーから「受かるわけないから最後だと思って行って来たら」と言われ、「絶対ダメだ」と思い軽い気持ちで参加したが監督の富野の目に止まって合格した。
オーディションの前には『機動戦士ガンダム』など富野の作品を意識し視聴してはいなかった。『ガンダム』は知っており、弟が熱中していたが、見ていたアニメーションは『銀河鉄道999』、『宇宙戦艦ヤマト』までだ
った。オーディションは富野の作品だと知らずに受け、声の仕事も初めてで、声優という職業があることも知らなかった。アニメ、ナレーションなどは生身の人間が喋っているという感覚が希薄で、気にしていなかった。声の仕事を始めてから意識したという。
オーディション以前に、年にいちど演劇集団 円の先輩であった橋爪功の別荘で行われていた菜の花舞台で、富野は朴に着目していた。その舞台を観た後でオーディションを案内された事になり、受かるわけないわけがなかった。
『ブレンパワード』の時は、今まで舞台を中心に活動していたため、声だけの仕事は初めてであったが、演技をすることには全く違和感は感じていなかった。その時は面白くて楽しい現場で、芝居を仕事にすることに幻滅することも多かった。収録現場では、それぞれの役者が自分のポジションをきっちり理解し、役を担って次の人物へとパトンタッチしていく姿を見て「舞台以上に舞台だな」と感じていた。収録の日が来るのが楽しみで、「こんな素晴らしい世界があったのか」と心が震えていた。一瞬ごとに役者の皆がキャラクターに命を吹き込んでいく様を目のあたりにしていた時は、「これぞ演劇だ」と感銘を受けた。
朴にとって富野は「第二のお父さんのよう」に感じており、カッコつけることができない性格のため、自分の思いをそのまま富野にぶつけていた。それを富野が優しく「近づくな」と言った。
朴にとって大きな転機になり、初めての声優経験であったが、周囲の先輩に助けられながらカナン・ギモス役を演じ切り、「大きな充実感も得た」と語る。カナン役に対する思い入れはかなり大きく、「カナンの人柄は、自分が当時持っていた焦燥感によく似ていた」といい、『ブレンパワード』が最終回を迎えた時は、「永遠に続いてほしい」と思っていたが、当時は舞台系の事務所に所属していたため、「声の仕事は最後だろうな」と思っていた。『ブレンパワード』の打ち上げでは、ベロベロになるほどに泣き、富野から「また会うかもしれないし」と言われても大号泣であった。しかしその後、すぐに『∀ガンダム』のオーディションがあり、富野に再び会った。
突然声優としての仕事が始まり、それぞれの番組が終わる度に「もうこれで声の仕事はないだろうな」と思ったが、次々と仕事をくれて莫大に増えた。しかし一度、全部声の仕事をきれいに清算し、「舞台に戻ろう」と思った時期もあった。あまりの仕事量に自分の許容量を超えてアレルギーのようになり、声は枯れたことはなかったが、生まれて初めて枯れてしまい自信を喪失してしまった。それ以降の作品も、自分の中でできるかできないかでぐるぐる迷っていた。その時に「やっぱり私はいつも最初だけで後はダメなのかな……、いやそうじゃない!!ここで一発、朴璐美、変えようじゃないか」、「最初良ければ終わりも良しにしようぜ」と思い、少し踏ん張ろうと決めた。

### 特色
舞台でも声優でも、老若男女幅広い役を演じている。
アニメではティーンエイジの少年役に起用されることが多い。
吹き替えでは下記ハリウッドスターなどを担当している。
- ルーシー・リュー
- ミシェル・ロドリゲス、
- ヒラリー・スワンク、

ナレーションでは『金曜ロードSHOW!』でサッシャのパートナーとしてナレーターを担当している。
これまで様々な作品で少年役を演じていたが、少年役であっても大人の女性役であっても、役に対するスタンスは変わらず、「演じるからにはとにかく役と一緒になりたい、自分のすべてを出し切りたい」と語る。
もし違いがあるとしたら、「少年役は心が隠せないこと」で、少年は気持ち、思いが前面に出てくる気がする。
男の子役を演じる時の発声を変える考えが嫌いで、「どう男の子役をやるか」葛藤した。
『∀ガンダム』から続き、『鋼の錬金術師』のエドワード・エルリック役で、自分の中で納得がいくようになった。
『デジモンアドベンチャー02』の一乗寺賢役を演じていた時は、少し変わった役であったが、怒りの部分を増幅させ、「もしそこで男の子じゃないと言われたら、それはもうそれでいいや」と思った。
『∀ガンダム』のロラン・セアック役で初めて少年役を演じ、『デジモンアドベンチャー02』の一乗寺賢役、『シャーマンキング』の道蓮役、『ドラゴンドライブ』の大空レイジ役と、様々なタイプの少年役を演じた。『鋼の錬金術師』のエドワード・エルリック役はそれまでの集大成であり、運命的なものを感じた。エドの役は感情の振れ幅が大きかったため、他の役では感情を出し過ぎたことが多々あったり、エドのような演技を求められても、違うキャラクターだからできないとギャップに戸惑った時期もあった。
朗読劇『電車男』、舞台『レインマン』と、2009年時点では声だけではなく舞台出演も平行しているが、体はいつも泣き言ばかりで朴自身「よく維持できてるな」と思っている。仕事を引き受けてしまった以上はやるしかなくその前に「考えろ」だが、朴は先が読めないタイプである。
『電車男』では初めて舞台上で男の子役を演じており、その時は朗読劇と聞いていたが、朗読劇のアクションステージであった。本番では、スクリーンは壊れ、りんごで頭を打ち、稽古期間の短さ、台詞の多さから考えると、まさしくあの舞台は逆切れの賜物である。
声優を初めた当初は少年役で苦しんだが、途中からは「男の子も何もないな」と思った。『NANA』の大崎ナナ役もそうだが、「その役を自分の中に入れれば問題はないな」と『NANA』の大崎ナナ役も同じ感覚で演じている。

### 交友・対人関係
尊敬する声優は『シャーマンキング』で共演した高山みなみと林原めぐみ。2人は恩人であり、慣れない少年役で悩んでいたとき、この仕事は一人でやっているわけではなくみんなで作っているんだと教えられ、学生時代に好きだったみんなで作る感覚を思い出させてくれた高山を父、林原を母であると公言している。声優の川上とも子は桐朋学園短大時代の同期生であり、川上が2011年6月に亡くなった際には、自らのブログで彼女への思いを語り、通夜に駆け付けた。

## エピソード
デビュー作の『ブレンパワード』の時は、スタッフ、キャストの皆が手取り足取りいちから教えてくれた。演技に関してはわりと粘る性格のため、自分が納得できるまで何度でも演じたくなり、現場でも、よく「もう1回やっていいですか？」とお願いしていた。『ブレンパワード』の音響監督であった浦上靖夫は、何も言わずに納得いくまで演じさせてくれた。ある時、共演者が「実はあまりしてはいけないことなんだよ」と教えてくれたため、その後で納得いかない演技になってしまった時も、「ベストの演技ができなかった自分が悪いんだ。仕方ないんだ」と思い黙っていた。しかし浦上から「納得がいってないんでしょ。もう1回やる？」と声をかけられ、その後もたびたび「ここが気になっているんでしょ？」と言われることがあり、考えを見透かされていた。
音響監督では三間雅文との出会いも大きく、三間とのエピソードで一番印象に残っているのは『鋼の錬金術師』でのこと。母が死亡するシーンでエドが「え？」と発言するが、その「え？」だけで20テイク以上録り直していた。朴は普通に「え？」と思いながら演じていたが、三間から「違う。子供なんだから、もっと状況を理解できない感じでやって」と朴がシーンの流れから想定していなかったことを言われたことだった。『鋼の錬金術師』では、居残りも何度もあったという。

### ∀ガンダム
オーディションの時、自身はディアナ役とキエル役を受けに行ったが、主人公であるロラン・セアックの台本を渡され、台詞も読まされた。少年役を演じたのはこのオーディションが初めての経験だったが、収録が始まる1週間前に「ロラン役に決まった」と連絡が来た。ロランの「ロ」が「璐美」の「ロ」とかぶっていたため、「ロラン役をやるようになるのではないか」と男の子役を演じることになるとは思いもせず、少し驚いていた。舞台では内に秘めたタイプの女性役が多く、男の子役は苦労の連続であった。「とにかくこの子の純粋な部分を感じてそれを増幅させて表現すればいいんだ」と思いながら毎日収録に臨んでいた。
『ブレンパワード』で冬馬由美が少年役のナッキィ・ガイズ役を演じているのを見ており、「すごい！女性が男の子をやるの？！カッコいい！」と驚いていた。その時は毎週現場に行くのが楽しかったのに対して、『∀ガンダム』の現場では初めての少年役であることが大きく、戸惑いがあった。芝居は真実を映し出すもののはずなのに、自身とは性別が違う「少年」のフィルターをかけて演じなければならない状況で、自身は本当に嘘をつくことなく演じられているのだろうかと怖くて辛かったといい、他に普段出さない叫び声を上げなければいけないシーンも多く、声帯が疲労して、台詞の途中で声が裏返ってしまったこともあり、自身の不甲斐無さに落ち込む毎日だったと語っている。その時は「その中で私の真実を追求するのはどういうことなんだろう」と悩み、番組終了までは、解決しなかった。そんな辛さと不甲斐無さで落ち込んでいた時、監督・富野由悠季の「朴璐美が喋ればそれがどんな声であろうと、ロランなんだ」の一言で救われた。監督は人の心を見透かす方なので、自身の葛藤を見抜いたかもしれない。こんな素晴らしい作品にデビューし、少年役を演じられたことを本当に貴重な経験だったと語っている。のちに富野は、舞台を見て「あ、ロラン・セアックがいた」と思い、『ブレンパワード』で「どれだけ振幅の幅が出るのか試していた」と語る。

## 出演
太字はメインキャラクター。

### テレビアニメ
1998年
- ブレンパワード（カナン・ギモス）
- 名探偵コナン（1998年 - 2002年、宮崎千夏、海原さおり）

1999年
- 金田一少年の事件簿（二ノ宮朋子）
- ∀ガンダム（1999年 - 2000年、ロラン・セアック）

2000年
- おジャ魔女どれみ シリーズ（2000年 - 2002年、マジョラン、劉向明、若き日の劉浩栄、ババ、魔女） - 3シリーズ
- デジモンアドベンチャー02（2000年 - 2001年、一乗寺賢 / デジモンカイザー、一乗寺治、ローラ、賢と京の息子）

2001年
- 学園戦記ムリョウ（守山那由多）
- シャーマンキング（道蓮）
- パチスロ貴族 銀（音無英子〈叔母〉）
- ポケットモンスター（2001年 - 2011年、ツリオ、ジロウ） - 4シリーズ

2002年
- アソボット戦記五九（ラリートム）
- OVERMANキングゲイナー
- GetBackers-奪還屋-（筧十兵衛〈子供時代〉）
- サイボーグ009 THE CYBORG SOLDIER（ミー）
- デジモンフロンティア（トレイルモン）
- 天地無用! GXP（コマチ）
- ドラゴンドライブ（2002年 - 2003年、大空レイジ）
- プリンセスチュチュ（ウィリの乙女）
- ペコラ（ラビさん）
- ラーゼフォン（一色真〈子供時代〉）
- ルパン三世 EPISODE:0 ファーストコンタクト（エリナ）
- ONE PIECE（2002年 - 2021年、ハリー、マダムシャーリー）

2003年
- 明日のナージャ（アラン）
- 宇宙のステルヴィア（ナジマ・ゲブール、片瀬真人）
- エアマスター（相川摩季）
- ギャラクシーエンジェル（第3期）（ツル）
- ギルガメッシュ（姫宮梓〈円梓〉）
- 獣兵衛忍風帖 龍宝玉篇（つぶて）
- NARUTO -ナルト-（2003年 - 2017年、テマリ） - 2シリーズ
- 鋼の錬金術師（2003年 - 2004年、エドワード・エルリック、ルイ・アームストロングの母）
- 人間交差点（中田玲子）
- 魔探偵ロキRAGNAROK（ヘイムダル、東山和実）
- 無限戦記ポトリス（看護ポトリス）
- ヤミと帽子と本の旅人（ガルガンチュア〈少年〉）

2004年
- SDガンダムフォース（シュウト）
- 学園アリス（日向棗、蛍の母）
- 機動戦士ガンダムSEED スペシャルエディション（ニコル・アマルフィ）
- KURAU Phantom Memory（事務官）
- SAMURAI 7（岡本カツシロウ）
- とっとこハム太郎 はむはむぱらだいちゅ!（みみよりくん）
- 遙かなる時空の中で-八葉抄-（幼少の頼久）
- ブラック・ジャック（幸男）
- BLEACH（2004年 - 2012年、日番谷冬獅郎）

2005年
- うえきの法則（植木耕助）
- これが私の御主人様（中林誠一郎）
- 創聖のアクエリオン（クルト・クーリック、クロエ・クーリック）
- BLOOD+（クララ）
- 舞-乙HiME（アスワドのおばあさん、男の子）
- 魔豆奇伝パンダリアン（クール）
- MONSTER（ヘレーネ）

2006年
- ああっ女神さまっ それぞれの翼（川西仙太郎）
- イノセント・ヴィーナス（ヒジン）
- ガラスの艦隊（クレオ〈10歳〉）
- 獣王星（カリム）
- ゼーガペイン（マオ・ルーシェン）
- NANA（2006年 - 2007年、大崎ナナ）
- プリンセス・プリンセス（四方谷裕史郎）

2007年
- 大江戸ロケット（お伊勢）
- CLAYMORE（テレサ）
- GR-GIANT ROBO-（アレックス・マッケンジー）
- しおんの王（斉藤歩）
- 素敵探偵ラビリンス（古賀幸太）
- それいけ!アンパンマン（クロワッサン王子〈初代〉）
- Devil May Cry（エレナ）
- 電脳コイル（ハラケン）
- BLUE DRAGON（2007年 - 2009年、ゾラ） - 2シリーズ
- 魔人探偵脳噛ネウロ（怪盗X / サイ）
- メイプルストーリー（ギル）
- メジャー（2007年 - 2010年、清水大河） - 4シリーズ

2008年
- あまつき（朽葉）
- Yes!プリキュア5GoGo!（シロップ / 甘井シロー）
- イタズラなKiss（入江裕樹）
- ウルトラヴァイオレット コード044（044）
- カイバ（ポポ）
- 機動戦士ガンダム00（リジェネ・レジェッタ） - 2シリーズ
- CLANNAD 〜AFTER STORY〜（志麻賀津紀）
- 黒執事（2008年 - 2025年、マダムレッド〈アンジェリーナ・ダレス〉） - 3シリーズ
- 黒塚 KUROZUKA（黒蜜）
- セキレイ（鴉羽）

2009年
- 青い文学シリーズ「人間失格」（恒子）
- 狼と香辛料II（エーブ・ボラン）
- 空中ブランコ（伊良部一郎〈小〉）
- 07-GHOST（ウィーダ）
- 戦国BASARA（2009年 - 2014年、上杉謙信） - 3シリーズ
- 蒼天航路（貂蝉）
- 戦う司書 The Book of Bantorra（ハミュッツ＝メセタ）
- NEEDLESS（アダム・ブレイド〈過去〉）
- 鋼の錬金術師 FULLMETAL ALCHEMIST（2009年 - 2010年、エドワード・エルリック）
- ヒゲぴよ（ヒゲぴよ）
- WHITE ALBUM（篠塚弥生）
- RIDEBACK -ライドバック-（片岡珠代）

2010年
- スティッチ! 〜ずっと最高のトモダチ〜（デリア）
- セキレイ〜Pure Engagement〜（鴉羽）
- メタルファイト ベイブレード 爆（2010年 - 2011年、ダミアン・ハート）
- ルパン三世 the Last Job（摩耶）
- RAINBOW-二舎六房の七人-（前田昇 / スッポン）

2011年
- ウルヴァリン（雪緒）
- ジュエルペット サンシャイン（ニャンジェリーナ）
- デッドマン・ワンダーランド（五十嵐丸太）
- 殿といっしょ 〜眼帯の野望〜（仙桃院）
- トリコ（小松）
- べるぜバブ（ファバス）
- Persona4 the ANIMATION（2011年 - 2014年、白鐘直斗） - 2シリーズ
- 輪るピングドラム（結城翼）

2012年
- あらしのよるに 〜ひみつのともだち〜（幼いガブ）
- 機動戦士ガンダムAGE（シャナルア・マレン）
- 黒魔女さんが通る!!（2012年 - 2013年、ギュービッド、ギューバッド〈過去〉）
- ZETMAN（神崎人〈子供時代〉）
- 男子高校生の日常（ラバーシューター、修一）
- デジモンクロスウォーズ 〜時を駆ける少年ハンター達〜（一乗寺賢）
- NARUTO -ナルト- SD ロック・リーの青春フルパワー忍伝（テマリ）
- HUNTER×HUNTER（第2作）（パクノダ）
- めだかボックス（雲仙冥利） - 2シリーズ
- リトル・チャロ〜東北編〜（ブドリ）
- ルパン三世 東方見聞録 〜アナザーページ〜（博美）

2013年
- RDG レッドデータガール（鈴原紫子）
- キルラキル（鬼龍院羅暁）
- 進撃の巨人（2013年 - 2023年、ハンジ・ゾエ） - 7シリーズ

2014年
- 牙狼〈GARO〉-炎の刻印-（エマ・グスマン）
- テラフォーマーズ（エレナ・ペレペルキナ）

2015年
- 赤髪の白雪姫（アトリ）
- 牙狼 -紅蓮ノ月-（2015年 - 2016年、星明、偽星明、ルドラ）
- ガンダムビルドファイターズトライ（ルーカス・ネメシス）
- 進撃!巨人中学校（ハンジ・ゾエ）
- VENUS PROJECT -CLIMAX-（紅神明日花）

2016年
- うしおととら（カオリの母）
- ダンガンロンパ3 -The End of 希望ヶ峰学園-（終里赤音） - 2シリーズ
- にゃんぼー!（トラ）
- ハンドレッド（ヴィタリー・トゥイニャーノフ）
- ベイブレードバースト（2016年 - 2018年、白鷺城ルイ） - 3シリーズ

2017年
- 鬼平（おまさ）
- BORUTO-ボルト- NARUTO NEXT GENERATIONS（2017年 - 2020年、奈良テマリ）
- GRANBLUE FANTASY The Animation（2017年 - 2019年、黒騎士） - 2シリーズ
- 牙狼〈GARO〉-VANISHING LINE-（2017年 - 2018年、クイーン、マーティン・ヘネス）
- 宝石の国（パパラチア）

2018年
- 伊藤潤二『コレクション』（女、節子、リルコ）
- 刀使ノ巫女（真庭紗南 / 新見紗南）
- Fate/EXTRA Last Encore（レオナルド・ビスタリオ・ハーウェイ）
- Cutie Honey Universe（直子）
- ひそねとまそたん（樋本貞）
- ドラえもん（テレビ朝日版第2期）（ピト）
- ラディアン（2018年 - 2019年、アルマ） - 2シリーズ
- 学園BASARA（上杉謙信）
- からくりサーカス（2018年 - 2019年、ルシール・ベルヌイユ）

2019年
- 賭ケグルイ××（×喰零）
- みにとじ（真庭紗南）
- 臨死!!江古田ちゃん（江古田ちゃん〈第2話〉）
- GO!GO!アトム（2019年 - 2020年、アトム）

2020年
- メジャーセカンド（清水大河）
- おしりたんてい（うさゆり）
- ゾイドワイルド ZERO（イレクトラ・ゲイト）
- THE GOD OF HIGH SCHOOL ゴッド・オブ・ハイスクール（キム・ウンニョ）
- 巨神と氷華の城（天草四郎）

2021年
- SHAMAN KING（2021年 - 2022年、道蓮）
- ラブライブ!スーパースター!!（2021年 - 2024年、理事長） - 3シリーズ
- ゲッターロボ アーク（大女王メルドウサ）
- 平穏世代の韋駄天達（ハヤト）
- ヴァニタスの手記（2021年 - 2022年、蒼月の吸血鬼） - 2シリーズ

2022年
- プラチナエンド（オガロ）
- 可愛いだけじゃない式守さん（式守の母）
- 妖怪ウォッチ♪（ケイゾウ）
- ポプテピピック TVアニメーション作品第二シリーズ（ポプ子〈第2話Aパート〉）
- BLEACH 千年血戦篇（2022年 - 2024年、日番谷冬獅郎） - 3シリーズ

2023年
- 僕のヒーローアカデミア（2023年 - 2024年、スターアンドストライプ） - 2シリーズ
- ワールドダイスター（山吹シャモ）
- 青のオーケストラ（佐伯の祖母）
- でこぼこ魔女の親子事情（リラ）
- ミギとダリ（一条怜子）
- キボウノチカラ〜オトナプリキュア'23〜（シロップ）

2024年
- 異修羅（警めのタレン）
- SHAMAN KING FLOWERS（道黽、道蓮）
- 夜桜さんちの大作戦（不動りん）
- NINJA KAMUI（ヂリ）
- デリコズ・ナーサリー（クララ）
- ラーメン赤猫（バー・ラットのママ）
- メカウデ（カガミ）

2025年
- 全修。（ジャスティス）
- 未ル わたしのみらい（イズミフ）
- アポカリプスホテル（第6話挿入歌歌唱）
- ポケットモンスター（ラァユ）

### 劇場アニメ
2001年
- デジモンアドベンチャー02 ディアボロモンの逆襲（一乗寺賢）

2002年
- 劇場版∀ガンダムI 地球光（ロラン・セアック）
- 劇場版∀ガンダムII 月光蝶（ロラン・セアック）

2004年
- 新暗行御史（摩利〈マーリ〉）
- スチームボーイ

2005年
- 劇場版 鋼の錬金術師 シャンバラを征く者（エドワード・エルリック）

2006年
- 劇場版BLEACH MEMORIES OF NOBODY（日番谷冬獅郎）

2007年
- 映画 Yes!プリキュア5 鏡の国のミラクル大冒険!（シャドウ）
- 劇場版 創聖のアクエリオン（クルト・クーリック、クロエ・クーリック）
- 劇場版 NARUTO -ナルト- 疾風伝（テマリ）
- 劇場版BLEACH The DiamondDust Rebellion もう一つの氷輪丸（日番谷冬獅郎）
- HIGHLANDER ハイランダー 〜ディレクターズカット版〜（ダリア）
- ベクシル 2077日本鎖国（タカシ）

2008年
- 映画 Yes!プリキュア5GoGo! お菓子の国のハッピーバースディ♪（シロップ / 甘井シロー）
- 劇場版BLEACH Fade to Black 君の名を呼ぶ（日番谷冬獅郎）
- HELLS ANGELS（りんねママ）

2009年
- 映画 プリキュアオールスターズDX みんなともだちっ☆奇跡の全員大集合!（シロップ）
- 劇場版 NARUTO -ナルト- 疾風伝 火の意志を継ぐ者（テマリ）
- よなよなペンギン（悪ガキ三人組）

2010年
- 映画 プリキュアオールスターズDX2 希望の光☆レインボージュエルを守れ!（シロップ / 甘井シロー）
- 銀幕ヘタリア Axis Powers Paint it, White（白くぬれ!）（スイス）
- 劇場版BLEACH 地獄篇（日番谷冬獅郎）
- 劇場版ポケットモンスター ダイヤモンド&パール 幻影の覇者 ゾロアーク（ゾロアーク）

2011年
- 映画 プリキュアオールスターズDX3 未来にとどけ! 世界をつなぐ☆虹色の花（シロップ、シャドウ）
- 劇場版 戦国BASARA -The Last Party-（上杉謙信）
- 劇場版 NARUTO -ナルト- 炎の中忍試験! ナルトVS木ノ葉丸!!（テマリ）
- 手塚治虫のブッダ -赤い砂漠よ!美しく-（タッタの姉）
- トリコ 3D 開幕!グルメアドベンチャー!!（小松）
- 鋼の錬金術師 嘆きの丘の聖なる星（エドワード・エルリック）
- 名探偵コナン 沈黙の15分（遠野みずき）

2012年
- ハプニングスター☆ 〜地球人の知らない冒険〜（キッド）

2013年
- 劇場版 トリコ 美食神の超秘宝（小松）
- 劇場版 HUNTER×HUNTER 緋色の幻影（パクノダ）
- ピカチュウとイーブイ☆フレンズ（ゴチルゼル）

2014年
- 映画 妖怪ウォッチ 誕生の秘密だニャン!（ケイゾウ）
- 劇場版 進撃の巨人 前編〜紅蓮の弓矢〜（ハンジ・ゾエ）

2015年
- 劇場版 進撃の巨人 後編〜自由の翼〜（ハンジ・ゾエ）

2016年
- 牙狼〈GARO〉-DIVINE FLAME-（エマ・グスマン）
- ゼーガペインADP（マオ・ルーシェン）

2017年
- 劇場版 黒執事 Book of the Atlantic（マダム・レッド）

2018年
- 劇場版 進撃の巨人 Season2〜覚醒の咆哮〜（ハンジ・ゾエ）
- 劇場版 マジンガーZ / INFINITY（あしゅら男爵〈女〉）
- 薄墨桜 -GARO-（星明）

2021年
- リョーマ！ The Prince of Tennis 新生劇場版テニスの王子様（エメラルド）

2022年
- 劇場版 BanG Dream! ぽっぴん'どりーむ!（宇咲宙）
- 映画ドラえもん のび太の宇宙小戦争 2021（パピ）
- RE:cycle of the PENGUINDRUM [前編] 君の列車は生存戦略（結城翼）
- ぼくらのよあけ（二月の黎明号）

2024年
- ウマ娘 プリティーダービー 新時代の扉（樫本理子）
- ゼーガペインSTA（マオ・ルーシェン）

### OVA
2002年
- マクロス ゼロ（ケイティ）

2003年
- アクエリアンエイジSagaII〜Don't forget me…〜（ステラ・ブラヴァツキ）
- 新・北斗の拳（ドーハ〈ビスタ〉）

2004年
- 王ドロボウJING in Seventh Heaven 2（ミント）
- おジャ魔女どれみナ・イ・ショ（市川小雪〈若き日のばあや〉）
- 新ゲッターロボ（源頼光）
- 大YAMATO零号（アポローニア）

2005年
- BLEACH The Sealed Sword Frenzy（日番谷冬獅郎）

2006年
- 鋼の錬金術師 PREMIUM COLLECTION（エドワード・エルリック）

2007年
- 創星のアクエリオン（クルト・クーリック、クロエ・クーリック）
- MURDER PRINCESS（アリタ＝フォーランド〈ファリス〉）
- 魔法少女隊アルス THE ADVENTURE（ガーナ）

2009年
- TO（マリア）

2010年
- BLEACH カラブリ！ 護廷十三屋台大作戦！（日番谷冬獅郎）

2011年
- SUPERNATURAL: THE ANIMATION（ライル）
- ブラック・ジャック FINAL（L）

2012年
- 金田一少年の事件簿 「黒魔術殺人事件」（火祀星子）
- HELLSING（ウォルター・C・ドルネーズ〈少年〉） - 2作品

2020年
- 刀使ノ巫女 刻みし一閃の燈火（真庭紗南）

### Webアニメ
- i-wish you were here- あなたがここにいてほしい（2001年、タオ）
- Xenosaga II to III a missing year〜U.M.N.に封印されし真実の断片〜（2006年、ドクトゥス）
- 亡念のザムド（2008年、クジレイカ[134]）
- ヘタリアシリーズ（2009年 - 2015年、スイス、犬） - 6シリーズ
- スシニンジャ（2014年、マグロ[135]）
- 彼岸島X（2017年、宮本明 他）
- ベイブレードバースト スパーキング（2020年 - 2021年、白鷺城ルイ）
- ぶらどらぶ（2020年 - 2021年、血祭血比呂[136]）
- ベイブレードバースト ダイナマイトバトル（2021年 - 2022年、白鷺城ルイ[137]）
- TVアニメ「プラチナエンド」解説動画 おしえて!てんしーず（2022年、オガロ）
- 雪ほどきし二藍（2022年、シマボシ[138]）
- 伊藤潤二『マニアック』（2023年、引摺黄子[139]、成実[140]）
- PLUTO（2023年、ヘレナ[141]）
- ニンジャバットマン対ヤクザリーグ（2025年、ワンダーウーマン）

### ゲーム
1999年
- SDガンダム GGENERATION（1999年 - 2025年、ALICE、ロラン・セアック、ニコル・アマルフィ〈WORLD - 〉、リジェネ・レジェッタ、侶蘭） - 12作品

2001年
- スーパーロボット大戦α外伝（ロラン・セアック / ローラ・ローラ）
- デジモンテイマーズ バトルエボリューション（一乗寺賢）
- 春雨曜日（葉山百合子）

2002年
- 王子さまLV1（カナン・ルーキウス）
- おジャ魔女どれみドッカ〜ン!にじいろパラダイス（ババ）
- シャーマンキング（道蓮）
  - スピリットオブシャーマンズ
  - 超・占事略決3

- ジョジョの奇妙な冒険 黄金の旋風（ジョルノ）

2003年
- シャーマンキング ソウルファイト（道蓮）
- 第2次スーパーロボット大戦α（カナン・ギモス）
- 夏夢夜話（ペルソナ）
- 鋼の錬金術師シリーズ（2003年 - 2005年、エドワード・エルリック） - 5作品

2004年
- 宇宙のステルヴィア（ナジマ・ゲブール）
- 機動戦士ガンダムSEED DESTINY（ニコル・アマルフィ）
- シャーマンキング ふんばりスピリッツ（道蓮、センジュ）
- テイルズ オブ リバース（シャオルーン）
- NARUTO -ナルト- 激闘忍者大戦!3（テマリ）
- ブラッドレイン（レイン）
- プリンス・オブ・ペルシャ 時間の砂（ファラ）
- マイネリーベ〜優美なる記憶〜（オーガスタ）

2005年
- サクラ大戦V 〜さらば愛しき人よ〜（黒龍姫）
- 新天魔界ジェネレーションオブカオスV（久遠）
- 戦国BASARA（上杉謙信）
- 第3次スーパーロボット大戦α 終焉の銀河へ（ニコル・アマルフィ）
- Twelve〜戦国封神伝〜（セイショウ）
- NARUTO -ナルト- 激闘忍者大戦!4（テマリ）
- 半熟英雄4 〜7人の半熟英雄〜（タガメの錬金術師・エドワード）
- BLEACH（日番谷冬獅郎）
  - GC 黄昏にまみえる死神
  - 〜ヒート・ザ・ソウル〜 - 7作品

- Rhapsodia（キリル）

2006年
- あやかしびと -幻妖異聞録-（逢難）
- 学園アリス 〜きらきら★メモリーキッス〜（日向棗）
- カメオ:エレメンツ オブ パワー（カメオ）
- CLANNAD（志麻賀津紀）
- 式神の城III（金美姫）
- ゼノサーガ エピソードIII［ツァラトゥストラはかく語りき］（ドクトゥス）
- 戦国BASARA2（上杉謙信）
- ファンタシースターユニバース（トニオ・リマ）
- ファンタジーアース ゼロ（ケイ / NPC）
- BLEACH（日番谷冬獅郎）
  - Wii 白刃きらめく輪舞曲
  - DS 蒼天に駆ける運命
  - 放たれし野望
  - ブレイド・バトラーズ

- ブレイブストーリー（ミツル）
- ルーンファクトリー -新牧場物語-（ラグナ）
- R.O.H.A.N（システムボイス男性ver.）

2007年
- うわさの翠くん!! 夏色ストライカー（恵比寿仁）
- ガンダム無双（ロラン・セアック）
- シャイニング・フォース イクサ（トウマ）
- 戦国BASARA2 英雄外伝（上杉謙信）
- NARUTO -ナルト- 疾風伝（テマリ）
  - ナルティメットアクセル
  - ナルティメットアクセル2

- ファンタシースターユニバース イルミナスの野望（トニオ・リマ）
- BLEACH（日番谷冬獅郎）
  - DS 2nd 黒衣ひらめく鎮魂歌
  - ブレイド・バトラーズ2nd

2008年
- アヴァロンコード（レンポ）
- うわさの翠くん!!2 ふたりの翠!?（恵比寿仁）
- カラオケJOYSOUND Wii（ミミ）
- 幻想水滸伝ティアクライス（クロデキルド）
- 小鳩ヶ丘高校女子ぐろ〜部（徳川明日）
- スーパーロボット大戦Z（ロラン・セアック）
- 戦国BASARA X（上杉謙信）
- ディシディア ファイナルファンタジー（ジタン・トライバル）
- ファンタシースターポータブル（トニオ・リマ）
- BLEACH（日番谷冬獅郎）
  - ソウル・カーニバル
  - Wii バーサスクルセイド

- ペルソナ4（白鐘直斗、イザナミ）
- 星空のコミックガーデン（鈴岡蓮）
- ルーンファクトリー フロンティア（ラグナ）

2009年
- 狼と香辛料 海を渡る風（エーブ）
- 家庭教師ヒットマンREBORN!DS フェイトオブヒートII 運命のふたり（ソルテ）
- 戦国BASARA バトルヒーローズ（上杉謙信）
- ディシディア ファイナルファンタジー ユニバーサルチューニング （ジタン・トライバル）
- 鋼の錬金術師 FULLMETAL ALCHEMIST（2009年 - 2022年、エドワード・エルリック） - 5作品
- ファンタシースターポータブル2（トニオ・リマ）
- 無限航路（ユーリ）
- RESISTANCE 〜報復の刻〜（レーヌ・ブシャール）

2010年
- 機動戦士ガンダム エクストリームバーサス（2010年 - 2016年、ロラン・セアック、ニコル・アマルフィ） - 5作品
- キングダム 一騎闘千の剣（秦王 嬴政）
- サモンナイトグランテーゼ 滅びの剣と約束の騎士（ディノ・ディー）
- 戦国BASARA3（上杉謙信）
- Fate/EXTRA（レオ・B・ハーウェイ）
- 武装神姫 BATTLE MASTERS（プロキシマ）
- Halo:Reach（キャット - S-320）
- WHITE ALBUM -綴られる冬の想い出-（篠塚弥生）
- METAL GEAR SOLID PEACE WALKER（アマンダ・バレンシアノ・リブレ）

2011年
- 学園ヘタリア Portable（スイス）
- 戦国BASARA クロニクルヒーローズ（上杉謙信）
- 戦国BASARA3 宴（上杉謙信）
- 第2次スーパーロボット大戦Z 破界篇（ロラン・セアック）
- ディシディア デュオデシム ファイナルファンタジー（ジタン・トライバル）
- トリコ グルメサバイバル!（小松）
- ファンタシースターポータブル2 インフィニティ（トニオ・リマ）
- ポケパーク2 〜Beyond the World〜
- みんなのGOLF 6（グレース）

2012年
- 学園ヘタリア DS（スイス）
- 機動戦士ガンダムAGE ユニバースアクセル / コズミックドライブ（シャナルア・マレン）
- 機動戦士ガンダムSEED BATTLE DESTINY（ニコル・アマルフィ）
- Kinect ラッシュ: ディズニー/ピクサー アドベンチャー（ホリー・シフトウェル）
- ケイオスリングスII（リーファ）
- スーパーダンガンロンパ2 さよなら絶望学園（終里赤音）
- 第2次スーパーロボット大戦Z 再世篇（ロラン・セアック）
- トリコ グルメサバイバル!2（小松）
- トリコ グルメモンスターズ!（小松）
- 爆烈軍団レネゲード（ナターシャ）
- PROJECT X ZONE（トウマ）
- ペルソナ4 ザ・ゴールデン（白鐘直斗、イザナミ）
- ペルソナ4 ジ・アルティメット イン マヨナカアリーナ（白鐘直斗）
- 龍が如く5 夢、叶えし者（朴美麗）

2013年
- The Last of Us（マーリーン）
- ジョジョの奇妙な冒険 オールスターバトル（広瀬康一）
- ダンガンロンパ1・2 Reload（終里赤音）
- トリコ グルメガバトル!（小松）
- NARUTO -ナルト- 疾風伝 ナルティメットストーム3（テマリ）
- BioShock Infinite（デイジー・フィッツロイ）
- HEROES' VS（∀ガンダム）
- Fate/EXTRA CCC（レオ・B・ハーウェイ）
- ペルソナ4 ジ・アルティマックス ウルトラスープレックスホールド（白鐘直斗）
- メタルギア ライジング リベンジェンス（ミストラル）

2014年
- GUNS N' SOULS
- グランブルーファンタジー（2014年 - 2024年、黒騎士 / アポロニア・ヴァール）
- 三国志英歌
- ザ・クルー（ゾーイ・ウィンターズ）
- 戦国BASARA4（上杉謙信）
- 神撃のバハムート（ザイン、シモーヌ、フェアリーセイバー）
- そうるん（ユウト）
- NARUTO -ナルト- 疾風伝 ナルティメットストームレボリューション（テマリ）
- ペルソナQ シャドウ オブ ザ ラビリンス（白鐘直斗）
- 龍が如く 維新!（お登勢）
- 妖怪ウォッチ2元祖・本家・真打（ケイゾウ、妖怪ガッツK）

2015年
- クリスタル クラウン（ブレイズ）
- ケイオスドラゴン 混沌戦争（ツグト・キギス）
- 幻魔郷ワンダラー（森蘭丸）
- ジョジョの奇妙な冒険 アイズオブヘブン（広瀬康一）
- スーパーロボット大戦BX（シャナルア・マレン）
- 戦国BASARA4 皇（上杉謙信）
- Dash!! スシニンジャ（マグロ）
- 艶が〜る プレミアム（沖田総司）
- 第3次スーパーロボット大戦Z 天獄篇（ロラン・セアック）
- BLEACH Brave Souls（日番谷冬獅郎）
- ペルソナ4 ダンシング・オールナイト（白鐘直斗）
- 夢王国と眠れる100人の王子様（リオン）
- 妖怪ウォッチバスターズ 赤猫団/白犬隊（妖怪ガッツK）
- 妖怪ウォッチ ぷにぷに（2015年 - 2021年、妖怪ガッツK、ジタン、道蓮、ハンジ・ゾエ）
- リング☆ドリーム 女子プロレス大戦（サモエド）
- ロストヒーローズ2（∀ガンダム）

2016年
- ArcheAge（女性ウォーボーン）
- アドベンチャー・タイム ネームレス王国の3人のプリンセス（フィン）
- War Thunder（ラジオボイス）
- オーバーウォッチ（ファラ）
- グリムノーツ（紅守黒湖、魔女ユリーシャ）
- 進撃の巨人（ハンジ・ゾエ）
- ストリートファイターV（コーリン〈ヘレン〉）
- 戦国BASARA 真田幸村伝（上杉謙信）
- チェインクロニクル（ブリジット、ムニ、グレゴリア、ゼィヒア）
- NARUTO -ナルト- 疾風伝 ナルティメットストーム4（テマリ）
- ベイブレードバースト（白鷺城ルイ）
- ポッ拳 POKKÉN TOURNAMENT（ノーラ）
- 悠久のティアブレイド -Lost Chronicle-（アイナ）

2017年
- いただきストリート ドラゴンクエスト&ファイナルファンタジー 30th ANNIVERSARY（ジタン）
- 陰陽師 - 本格幻想RPG（玉藻前）
- ガンダムバーサス（ロラン・セアック、ニコル・アマルフィ）
- クリスタル オブ リユニオン（孫尚香）
- サウザンドメモリーズ（ベルゼラ）
- Shadowverse（シモーヌ、ザイン、フェアリーセイバー）
- ディシディア ファイナルファンタジー オペラオムニア（ジタン・トライバル）
- フォーオナー（野武士）
- ベイブレードバースト ゴッド（白鷺城ルイ）
- LINE BLEACH-PARADAISE LOST-（日番谷冬獅郎）
- 悠久のティアブレイド -Fragments of Memory-（アイナ）
- League of Angels II - リーグオブエンジェルズ2（ダリア、ミカエラ、エレン、アマリア）

2018年
- ディシディア ファイナルファンタジー NT（ジタン・トライバル）
- ストリートファイターV アーケードエディション（コーリン〈ヘレン〉）
- ヴァルキリーアナトミア -ジ・オリジン-（アメリア、エドワード・エルリック）
- オーディンクラウン（アクセル）
- ドラゴンクエストライバルズ（デボラ）
- 進撃の巨人2（ハンジ・ゾエ）
- 刀使ノ巫女 刻みし一閃の燈火（真庭紗南）
- スーパーロボット大戦X-Ω（ロラン・セアック）
- BLAZBLUE CROSS TAG BATTLE（白鐘直斗）
- 文豪とアルケミスト（エドワード・エルリック）
- ベイブレードバースト バトルゼロ（白鷺城ルイ）
- 機動戦士ガンダム エクストリームバーサス2（2018年 - 2025年、ロラン・セアック、ニコル・アマルフィ） - 4作品
- ペルソナQ2 ニュー シネマ ラビリンス（白鐘直斗）
- ぷよぷよ!!クエスト（白鐘直斗）
- 決戦！平安京（玉藻前）
- 新三國志（黄月英）
- 忍者BORUTAGE（テマリ）
- グリモア〜私立グリモワール魔法学園〜（我妻梅）
- 奪われし玉座:ウィッチャーテイルズ（メーヴ女王）
- 幻獣姫（アルセーヌ・ルパン）
- ゲシュタルト・オーディン（九重クオン）
- 崩壊3rd（ルシア）

2019年
- 共闘ことばRPG コトダマン（2019年 - 2024年、コンチェルト、ハンジ・ゾエ、エドワード・エルリック、ルナ）
- スーパーロボット大戦T（あしゅら男爵〈女〉）
- 東京クロノス（神谷才）
- Days Gone（アディ・ウォーカー）
- セブンナイツ（ミューラン）
- キルラキル ザ・ゲーム -異布-（鬼龍院羅暁）
- スーパーロボット大戦DD（2019年 - 2021年、ニコル・アマルフィ、マオ・ルーシェン）
- カードファイト!! ヴァンガード エクス（音無ナユタ、音無シギ）
- League of Angels 3（ミカエラ）
- JUMP FORCE（日番谷冬獅郎） - DLC追加キャラクター

2020年
- プロジェクト・シルバーウイング（TAC-50、NOVA）
- 錬神のアストラル（賀茂憲保）
- けものフレンズ3（オオフウチョウ）
- The Last of Us Part II（マーリーン）
- インディヴィジブル 闇を祓う魂たち（バオザイ）
- ガールズ X バトル2（ルシファー）
- A.I.M.$ -All you need Is Money-（マジェスティック・ローズ）
- サイバーパンク2077（ローグ）
- ガーディアンテイルズ（女騎士） - 海外版

2021年
- 世界革命RPG ロードオブヒーローズ（ヘルガ）
- ガールズコントラクト（ライム）
- ウマ娘 プリティーダービー（樫本理子）
- クッキーラン: キングダム（暗黒魔女クッキー）
- モンスターストライク（2021年 - 2024年、日番谷冬獅郎、道蓮、ルナ、エドワード・エルリック、ハンジ・ゾエ、ロラン・セアック）
- スーパーロボット大戦30（あしゅら男爵〈女〉）
- 真・女神転生V（アブディエル）
- パニリヤ・ザ・リバイバル（ヘルゾーミ）

2022年
- 機動戦士ガンダム アーセナルベース（ニコル・アマルフィ）
- ゲーム ドラえもん のび太の宇宙小戦争 2021（パピ）
- ドラゴンクエストX オンライン（ケイト）
- SDガンダム バトルアライアンス（ロラン・セアック）
- とある魔術の禁書目録 幻想収束（エドワード・エルリック）

2023年
- WILD HEARTS（セレン）
- 龍が如く 維新! 極（お登勢）
- ファイアーエムブレム エンゲージ（エル）
- ディアブロIV（ローグ〈女性〉）
- キュービックスターズ（ルナ）

2024年
- 僕のヒーローアカデミア ULTRA IMPACT（スターアンドストライプ）
- ファイアーエムブレム ヒーローズ（2024年 - 2025年、エル）
- ライドカメンズ（リバル）
- 真・女神転生V Vengeance（アブディエル）
- 御城プロジェクトRE（織田信長）
- Wizardry Variants Daphne
- 箱庭開拓 ハムスターと太陽の里

2025年
- 龍が如く8外伝 Pirates in Hawaii（クイーン・ミシェル）
- BLEACH Rebirth of Souls（日番谷冬獅郎）
- 機動戦士ガンダム U.C. ENGAGE（ロラン・セアック）

### ドラマCD
- 愛を歌うより俺に溺れろ! シリーズ（堂島美咲）
- 青空の見える丘（今井秀樹）
- アニメ店長B'店長候補生（福沢一太）
  - アニメ店長B'店長候補生 日常業務
  - アニメ店長B'店長候補生 Drama&Radio Talk Album 研修報告 Vol.1・2
- あまつき シリーズ（朽葉）
- ALMIGHTY×10（観月七重）
- 異界繁盛記 ひよこや商店（澪）
- イタズラなKiss シリーズ（入江裕樹）
  - イタズラなKiss 第1章 -卒業編-
  - イタズラなKiss 第2章 -プロポーズ編-
- Wei・kreuz Gl・hen II Theater Of Pain（ティフォーネ）
- うえきの法則 シリーズ（植木耕助）
  - うえきの法則 〜容疑者・植木耕助の法則〜
  - うえきの法則 -The Low Of Robert's 10-
- うわさの翠くん!! 二人の王子とハダカ姫の復讐!!（恵比寿仁）
- エレメンタル ジェレイド（ラサティ・ティグレス）
- 王家の紋章（アイシス）
- 王子さまLV1シリーズ（カナン・ルーキウス）
  - 王子さまLV1
  - 王子さまLV1 BL盤 スパイメモをチェックせよ
  - 王子さまLV1.5 BLUE DISC
  - 王子さまLV1.5 GREEN DISC
  - 王子さまLV2
- 学園アリス シリーズ（日向棗）
  - 学園アリス ラブ☆ポーション注意報
  - 学園アリス 物忘れ☆マシーン
  - 学園アリス チョコレート☆ホリック
  - ドキドキ☆ドラマCD 「学園アリス」 ※花とゆめ2008年18・19号全員サービス
- 勝手にレボリューション!（ミリアム・ピット）※オリジナルドラマCD 2010年10月15日 Fishレーベル初作品
- KAMUI〜カムイ〜（虎杖丸）
- 牙狼〈GARO〉-炎の刻印- SPECIAL DRAMA CD（エマ・グスマン）
- 薄墨桜 -GARO- 入場者特典 アニメ牙狼クロスオーバードラマCD1（エマ・グスマン、クイーン、マーティン・ヘネス、星明）
- 君と僕。〜あきらとこーちゃん編&ひだまり幼稚園編〜（塚原要、園児）
- CLANNAD 光見守る坂道で 第2巻（志麻賀津紀）
- 激☆店〜松本家のとん汁〜（星光）
- ゴーゴー僕たち（園谷倫）
- Sound Drama Fate/EXTRA（レオナルド・ビスタリオ・ハーウェイ）
- されど罪人は竜と踊る（ベルドリト・リヴェ・ラキ）
- 静かなるドン（理江）
- 仕立屋工房 Artelier Collection シリーズ（キリク）
- シャーマンキング（道蓮）
- シャイニング・フォース イクサ ドラマCD（トウマ）
- 第一回声優アワード記念作品 こゑこひ 〜あなたの声に恋してる〜『Fool's Present』
- セキレイ サウンドステージ01（鴉羽）
- SOUND DRAMA 絶対調律士NoA Vol.2（シュバルツ）
- 葬儀屋リドル（ルカ）
- ZONE-00 シリーズ（弁天）
  - ZONE-00 劇-I section CHERRY
  - ZONE-00 劇-II section KNIGHT
  - ZONE-00 劇-III section ANGEL
- ゾンビ屋れい子（姫園リルカ）
- 高嶺と花 単行本第13巻ドラマCD付き限定版（2019年、りの〈猪熊利之〉）
- 探偵青猫（小林虎人）
- decade 〜Yukiru Sugisaki 10th Anniversary〜（岩城友紀、峰水綾人）
- デジモンアドベンチャー02 シリーズ（一乗寺賢）
- 鋼の錬金術師 シリーズ（エドワード・エルリック）
  - 鋼の錬金術師 -偽りの光、真実の影-
  - 鋼の錬金術師 -咎人たちの傷跡-
  - 鋼の錬金術師 -天上の宝冠-
  - 鋼の錬金術師 -霧のオグターレ-
- 八犬伝―東方八犬異聞―（犬塚信乃）
- 封殺鬼（滝夜叉）
- 仏ゾーン（センジュ）
- BLEACH（日番谷冬獅郎）
- 冬のソナタ シリーズ（オ・チェリン）
  - KBS-TV版ドラマCD声優ver. 冬のソナタ VOL.1 運命の人
  - KBS-TV版ドラマCD声優Ver. 冬のソナタ VOL.3 十年目の真実
  - KBS-TV版ドラマCD声優Ver. 冬のソナタ 最終話 冬の終わり
- ペルソナ4 シリーズ（白鐘直斗）
- ポーの一族 1 - 6（エドガー）
- まほらば 旅だ、事件だ、まほらばだ!!（白鳥隆士）
- Rust Blaster（終夜荊）
- レ・ミゼラブル〜ジャン・バルジャンとジャベール〜（ファンティーヌ）
- ルーンファクトリー3 スペシャル Dream Collection特典ドラマCD「主人公大集合！オールスタードラマCD」（ラグナ[226]）

### ラジオドラマ
- FMシアター（NHK-FM）
  - 昭和二十年それぞれの夏（1995年10月14日）
  - ファイティング40、ママはチャンピオン（2016年10月29日） - 山川佳代子 役
  - みちのり（2017年4月22日） - 睦美 役
  - 秋桜の種（2017年9月26日）
- 青春アドベンチャー（NHK-FM）
  - イーシャの舟（2001年5月14日 - 25日） - 加賀山和美 役
  - 太陽の簒奪者（2006年5月8日 - 19日） - 白石亜紀 役
  - レディ・パイレーツ（2012年1月9日 - 2月3日） - ミネルバ・シャープ 役
  - 嘘の木（2023年11月20日 - 12月8日）
- A&G 超RADIO SHOW〜アニスパ!〜（2007年、文化放送） - 浅野真澄 役
- ポーの一族（2007年10月6日 - 2008年3月、ラジオ関西） - エドガー 役　※アラン役の斎賀みつきと共にパーソナリティも務める。
- 師匠シリーズ（2016年8月・2017年8月、JFN） - 浦井加奈子 役
- シェイクスピアが教えてくれた『ヴェニスの商人』（2016年12月23日、NHKラジオ第1） - ポーシャ 役

### デジタルコミック
- VOMIC 終わりのセラフ（百夜優一郎[227]）
- VOMIC キングダム（秦王 嬴政）
- VOMIC magico（シオン・エリファス・レヴィ）
- VOMIC ミカド☆ボーイ（柴田英人[228]）
- ENSOKU MURCIELAGO -ムルシエラゴ-（紅守黒湖）
- 【ボイスコミック】ぷちくろケスタ（2023年、榊八色）
- ジャンプチャンネル アイスヘッドギル（2023年、メラ[229]）

### オーディオブック
- 小説『君の名は。』 Audible版
- Audible『Marvel’s・ウェイストランダーズ : HAWKEYE』
- オーディオドラマ『聖闘士星矢 THE LOST CANVAS 冥王神話 〜黄泉に沈む緋〜』（ユーセフ）

### 吹き替え

#### 担当女優
エヴァ・グリーン
- シン・シティ 復讐の女神（エヴァ・ロード）
- 300 〈スリーハンドレッド〉 〜帝国の進撃〜（アルテミシア）
- ミス・ペレグリンと奇妙なこどもたち（ミス・ペレグリン）

エヴァ・メンデス
- DENGEKI 電撃（トリシュ）※ソフト版
- プレイス・ビヨンド・ザ・パインズ/宿命（ロミーナ）
- レジェンド・オブ・メキシコ/デスペラード（アヘドレス）
- ワイルド・スピードX2（モニカ・フェンテス）※ソフト版

エミリー・モーティマー
- カーズ2（ホリー・シフトウェル）
- ピンクパンサー（ニコール・デュラン）
  - ピンクパンサー2

キャメロン・ディアス
- イン・ハー・シューズ（マギー・フェラー）
- ホリデイ（アマンダ・ウッズ）
- 私の中のあなた（サラ・フィッツジェラルド）

クレア・デュヴァル
- アイデンティティー（ジニー）※テレビ東京版
- ゴースト・オブ・マーズ（バシラ・キンケイド）
- ノイズ（ナン）※テレビ朝日版
- パラサイト（ストークリー・ミッチェル）※フジテレビ版

サルマ・ハエック
- ソーセージ・パーティー（テレサ・デル・タコ）
- バンディダス（サラ・サンドヴァル）
- ワイルド・ワイルド・ウエスト（リタ・エスコバー）※日本テレビ版

ゾーイ・サルダナ
- 特殊作戦部隊:ライオネス（ジョー）
- マーベル・シネマティック・ユニバース（ガモーラ）
  - ガーディアンズ・オブ・ギャラクシー
  - ガーディアンズ・オブ・ギャラクシー:リミックス
  - アベンジャーズ/インフィニティ・ウォー
  - アベンジャーズ/エンドゲーム
  - ガーディアンズ・オブ・ギャラクシー:VOLUME 3

ノーナ・ゲイ
- トリプルX ネクスト・レベル（ローラ・ジャクソン）※テレビ朝日版
- マトリックス リローデッド（ジー）※劇場公開版
  - マトリックス レボリューションズ

ノオミ・ラパス
- アンロック/陰謀のコード（アリス・ラシーン）
- クロース:孤独のボディーガード（サム・カールソン）
- ストックホルム・ケース（ビアンカ・リンド）
- セブン・シスターズ（カレン・セットマン）
- チャイルドコール 呼声（アナ）
- LAMB/ラム（マリア）

ヒラリー・スワンク
- アメリア 永遠の翼（アメリア・イアハート）
- インソムニア（エリー・バー）※テレビ東京版
- ギフト（ヴァレリー・バークスデイル）
- ザ・コア（レベッカ・“ベック”・チャイルズ少佐）※テレビ朝日版
- ディア・ブラザー（ベティ・アン・ウォーターズ）
- フリーダム・ライターズ（エリン・グルーウェル）
- ミリオンダラー・ベイビー（マギー・フィッツジェラルド）※テレビ東京版
- リーピング（キャサリン・ウィンター）

ヘレナ・ボナム＝カーター
- アリス・イン・ワンダーランド（赤の女王）※劇場公開版
  - アリス・イン・ワンダーランド/時間の旅

- シンデレラ（フェアリー・ゴッドマザー）
- NOLLY ソープオペラの女王（ノエル・ゴードン / ノリー）
- ローン・レンジャー（レッド・ハリントン）

ミシェル・ロドリゲス
- クライシス（ギャレット）
- S.W.A.T.（クリス・サンチェス）※ソフト版
- 世界侵略: ロサンゼルス決戦（エレナ・サントス技能軍曹）
- バイオハザード（レイン・オカンポ）※ソフト版
  - バイオハザードV リトリビューション ※劇場公開版

- マチェーテ（ルース）
  - マチェーテ・キルズ

- レディ・ガイ（フランク・キッチン）

ルーシー・リュー
- カンフー・パンダ3（ヘビ）
- シャザム!〜神々の怒り〜（カリプソ）
- シャンハイ・ヌーン（ペペ姫）※テレビ朝日版
- セックス・アンド・ザ・シティ（本人役）
- チャーリーズ・エンジェル（アレックス・マンデー）※テレビ朝日版
  - チャーリーズ・エンジェル フルスロットル

- バリスティック（シーバー）※テレビ朝日版
- ブラッド（セイディ・ブレイク）
- レッド・ワン（ゾーイ）

#### 映画（吹き替え）
- アート・オブ・ウォー3（スンイ〈イ・スンヒ〉）
- アイアン・カウボーイズ ミーツ・ゴーストライダー（ロンダ〈ローラ・ファヴァリ〉）
- アイアン・スカイ（ヴィヴィアン・ワグナー〈ペータ・サージェント〉）
- アイズ ワイド シャット（ウェイトレス）
- アイドル 欲望の餐宴（サラ・シルバー〈リーリー・ソビエスキー〉）
- アイ・フィール・プリティ! 人生最高のハプニング（ジェーン〈ビジー・フィリップス〉[241]）
- アクシデント（女〈ミシェル・イェ〉）
- アナコンダ2（ゲイル・スターン〈サリー・リチャードソン〉）
- アナトミー2（ヴィクトリア〈ハイケ・マカチュ〉）
- アリス・クリードの失踪（アリス・クリード〈ジェマ・アータートン〉）
- ある公爵夫人の生涯（レディ・エリザベス・フォスター〈ヘイリー・アトウェル〉）
- 家なき子 希望の歌声（ハーパー夫人〈ヴィルジニー・ルドワイヤン〉[242]）
- 移動都市/モータル・エンジン（アナ・ファン〈ジハエ〉[243]）
- インモラルネクター 陶酔（クララ・モセーヌ）
- ヴァージン・ハンド（レティシア）
- ヴァン・ヘルシング（マリーシュカ〈ジョジー・マラン〉）※ソフト版
- 美しい人（ローナ〈エイミー・ブレネマン〉）
- 裏窓の女‐甘い嘘‐（クレマンス〈クリスティーヌ・ボワッソン〉）
- 永遠のプリンセス・ダイアナ
- エイリアン2（ジェニット・バスクエス〈ジェニット・ゴールドスタイン〉）※アルティメット・エディションDVD版
- エネミー・オブ・アメリカ（カーラ・ディーン〈レジーナ・キング〉）※フジテレビ版
- エンター・ザ・フェニックス（ジュリー〈カレン・モク〉）
- エンド・オブ・デイズ
- エントラップメント（ジン・ベイカー〈キャサリン・ゼタ＝ジョーンズ〉）※テレビ東京版
- おばあちゃんの家（チョリ）
- 火山高（学園五人集の英語教師）
- カムバック!（ジュリア〈ラシダ・ジョーンズ〉）
- カラー・オブ・ハート（ペギー・ジェーン）
- カリートの道 暗黒街の抗争（レティシア）
- GARMWARS ガルム・ウォーズ（カラ〈メラニー・サンピエール〉）
- 華麗なるギャツビー（マートル・ウィルソン〈カレン・ブラック〉）※ソフト版
- キャッツ（カッサンドラ〈メット・トーレイ〉）
- キャプテン・ウルフ（チャン夫人）
- キューティ・ブロンド（セリーナ〈アラナ・ユーバック〉）※ソフト版
- キューブ2（サーシャ）※ソフト版
- キリング・ミー・ソフトリー（ジョアンナ）※ソフト版
- クイーン・オブ・ザ・ヴァンパイア（アカーシャ〈アリーヤ〉）
- グリズリー・レイジ（ローレン）
- g:mt グリニッジ・ミーン・タイム（シェリー）
- クレイジー・ワールド（アナ）
- クローサー（コン・ヤッホン刑事〈カレン・モク〉）※ソフト版
- クローサー・ユー・ゲット（シボーン〈キャスリーン・ブラッドレイ〉）
- グロリア（アンジー）
- ゲット・マネー（パム〈ヴァレリー・レイ・ミラー〉）
- ゴーストバスターズシリーズ
  - ゴーストバスターズ（ジリアン・ホルツマン〈ケイト・マッキノン〉）
  - ゴーストバスターズ/アフターライフ（キャリー〈キャリー・クーン〉[244]）
  - ゴーストバスターズ/フローズン・サマー（キャリー〈キャリー・クーン〉[245]）
- コールド マウンテン（ルビー・シューズ〈レネー・ゼルウィガー〉）※テレビ東京版
- 恋は邪魔者（バーバラ・ノヴァク〈レネー・ゼルウィガー〉）
- GODZILLA ※日本テレビ版
- コラテラル（アニー〈ジェイダ・ピンケット・スミス〉）
- コンカッション（プリマ〈ググ・バサ＝ロー〉）
- コンクエスタドール(レンフリ〈キンガ・イルグナー〉）
- コンシェンス/裏切りの炎（メイ〈ミシェル・イェ〉）
- サイドウォーク・オブ・ニューヨーク（マリア〈ロザリオ・ドーソン〉）
- ザ・スピリット（シルケン・フロス〈スカーレット・ヨハンソン〉）
- ザ・セル（ジュリア・ヒクソン）
- ザ・ハーダー・ゼイ・フォール: 報復の荒野（カフィー〈ダニエル・デッドワイラー〉）
- ジェクシー! スマホを変えただけなのに（デニス〈ワンダ・サイクス〉[246]）
- ジェニファー・ロペス 戦慄の誘惑（クレア・ペーターソン〈ジェニファー・ロペス〉）※VOD版
- ジオストーム（デイナ〈ザジー・ビーツ〉[247]）
- 死ぬまでにしたい10のこと（美容師〈マリア・デ・メデイロス〉）
- シモーヌ（ニコラ・アンダース〈ウィノナ・ライダー〉）
- ジャスト・マリッジ（サラ・マクナニー〈ブリタニー・マーフィ〉）
- 軍鶏-Shamo-（恵〈アニー・リウ〉）
- ジャングル・ブック（カー）
- ジャンゴ 繋がれざる者（ブルームヒルダ〈ケリー・ワシントン〉）
- ジャンヌ・ダルク（ジャンヌ・ダルク〈ミラ・ジョヴォヴィッチ〉）※ソフト版
- 10人の泥棒たち（ペプシ〈キム・ヘス〉）
- ジュエルに気をつけろ!（ビンゴの女）
- ジュラシック・パークIII（シェリル・ローガン〈サラ・ダニエル・マディソン〉）
- 処刑・ドット・コム（チャーリー〈ジェニファー・スカイ〉）
- 情熱の迷走（アリッサ〈トレイシー・ゴールド〉）
- 処刑人II（ユーニス・ブルーム〈ジュリー・ベンツ〉）
- ズーランダー（ウィノナ・ライダー）
- スカーレット・ディーバ（アンナ・バティスタ〈アーシア・アルジェント〉）
- スカイキャプテン ワールド・オブ・トゥモロー（フランキー・クック〈アンジェリーナ・ジョリー〉）
- スタートレックシリーズ（ウフーラ〈ニシェル・ニコルズ〉）※スペシャル・コレクターズ・エディションDVD版
  - スタートレックII カーンの逆襲
  - スタートレックIII ミスター・スポックを探せ!
  - スタートレックIV 故郷への長い道
  - スタートレックV 新たなる未知へ
  - スタートレックVI 未知の世界
- スティグマータ 聖痕（ジェニファー〈ポーシャ・デ・ロッシ〉）
- ステルス（カーラ・ウェイド大尉〈ジェシカ・ビール〉）
- ストリート・オブ・ファイヤー（マッコイ〈エイミー・マディガン〉）※VOD版
- スノーホワイト/氷の王国（サラ〈ジェシカ・チャステイン〉）
- 世界で一番殺された女（ポーラ・マクサ〈アンナ・ムグラリス〉）
- そして、私たちは愛に帰る（アイテン）
- ソフィア・ローレン 母の愛（ソフィア・ローレン〈マーガレット・マデ〉）
- ゾンビーノ（ロイ・フレイザー）
- ダークナイト（アンナ・ラミレス刑事〈モニーク・ガブリエラ・カーネン〉）※ソフト版
- ターミネーター4（ブレア・ウィリアムズ〈ムーン・ブラッドグッド〉）
- タイムマシン（マーラ）※ソフト版
- TAXI NY（ベル・ウィリアムス〈クィーン・ラティファ〉）※ソフト版
- 堕天使のパスポート（ジュリエット〈ソフィー・オコネドー〉）
- ダンジョン&ドラゴン2（ラックス）
- ダンス・レボリューション（ジーナ〈ジョイ・ブライアント〉）
- チーター・ガールズシリーズ（アクア）
  - チーター・ガールズ
  - チーター・ガールズ2
  - チーター・ガールズ3 in インド
- チャドルと生きる（アレズー）
- 沈黙のジェラシー（リサ〈デビ・メイザー〉）
- 沈黙のテロリスト（ベブ）
- ツイスターズ（ダーニ〈ケイティ・オブライアン〉[248]）
- D-TOX（メアリー〈ディナ・メイヤー〉）※ソフト版
- テイキング・ライブス（イリアナ・スコットFBI捜査官〈アンジェリーナ・ジョリー〉）※テレビ朝日版
- テッセラクト（リタ）
- デッドコースター ファイナル・デスティネーション2（クレア・リバース〈アリ・ラーター〉）※ソフト版
- デッドプール&ウルヴァリン（レディ・デッドプール[249]）
- デトネーター（ナディア・カミンスキー〈シルヴィア・コロカ〉）※ソフト版
- デルフィーヌの場合（オリビア〈ルー・ドワイヨン〉）
- トゥー・ウィークス・ノーティス（ルーシー・ケルソン〈サンドラ・ブロック〉）
- ドクター・ドリトル（ダブダブ[250]）
- トランスポーター2（ローラ〈ケイト・ノタ〉）※ソフト版
- トリコロールに燃えて（ミア〈ペネロペ・クルス〉）
- ドリフト -TIME AND TIDE-（ジョー〈キャンディ・ロー〉）
- 名もなき生涯（ファニ・イェーガーシュテッター〈ヴァレリー・パフナー〉[251]）
- ナルニア国物語/第3章: アスラン王と魔法の島（ユースチス・スクラブ〈ウィル・ポールター〉）
- ネバー・サレンダー 肉弾凶器（アンジェラ〈アビゲイル・ビアンカ〉）※テレビ東京版
- ハート・オブ・ウーマン（ローラ〈マリサ・トメイ〉）※日本テレビ版
- バービー（変てこバービー〈ケイト・マッキノン〉[252]）
- パーフェクト・ケア（マーラ・グレイソン〈ロザムンド・パイク〉[253]）
- パール・ハーバー（マーサ）※ソフト版
- バック・トゥ・ザ・フューチャー PART3（クララ・クレイトン〈メアリー・スティーンバージェン〉[254]）※日本テレビ版
- バトルフィールド TOKYO（サラ・リンチ〈サラ・リーヴィング〉）
- バニラ・フォグ（クリス〈アマンダ・ピート〉）
- パリの確率（バーバレラ）
- B型の彼氏（ボヨン〈チョン・リョウォン〉）
- ピクチャー・クレア（クレア〈ジュリエット・ルイス〉）
- 陽だまりのグラウンド（レイレイ）
- ビッグ・トラブル（ジェニー・ハーク〈ズーイー・デシャネル〉）
- ヒドラ（グウェン・ラッセル）
- ピノッキオ（ロザーラ）
- ヒューマンネイチュア（ガブリエル〈ミランダ・オットー〉）
- 胡同のひまわり（シアオハン）
- ファイナル・デスティネーション（クレア・リバース〈アリ・ラーター〉）※ソフト版
- ファイナル・レジェンド 呪われたソロモン（ダリア・バール警部補〈ソフィア・ミロス〉）
- プライベートレッスン 青い体験（ナモク〈ペ・ドゥナ〉）
- プリズナーズ（ナンシー・バーチ〈ヴィオラ・デイヴィス〉）※BSジャパン版
- ベッドタイム・ストーリー（ドナ・ハインド〈アイシャ・タイラー〉）
- ベティ・サイズモア（ジョイス〈シーラ・ケリー〉）
- ホーリー・スモーク（イボンヌ）
- 僕のワンダフル・ジャーニー（グロリア〈ベティ・ギルピン〉[255]）
- 炎の少女チャーリー:REBORN（ベッキー）
- ポリス・ストーリー REBORN（女殺し屋〈テス・ハウブリック〉）
- ポルカ・キング（マーラ〈ジェニー・スレイト〉）
- ホワイト・インフェルノ（クレア・ベッカー〈ジェニファー・ジーン・スナイダー〉）
- マイ・ドッグ・スキップ（スピット）
- マイ・ビッグ・ファット・ウェディング（ニッキー・コウシン〈ジーヤ・カリディス〉）
- マインクラフト/ザ・ムービー（マルゴシャ[256]）
- マクベス ザ・ギャングスター（マクベス夫人〈ヴィクトリア・ヒル〉）
- 魔女がいっぱい（大魔女〈アン・ハサウェイ〉[257]）
- マックス・ペイン（モナ・サックス〈ミラ・クニス〉）
- マリー・ミー（カトリーナ・"キャット"・ヴァルデス〈ジェニファー・ロペス〉）
- ミオとミラミス 勇者の剣（インノ）※DVD版
- ミッキー17（イルファ・マーシャル〈トニ・コレット〉[258]）
- ムッシュ・カステラの恋（ベアトリス）
- MEG ザ・モンスターズ2（ヒラリー・ドリスコル〈シエンナ・ギロリー〉[259]）
- メン・イン・ブラック:インターナショナル（リザ・スタヴロス〈レベッカ・ファーガソン〉[260]）
- 夢見る頃を過ぎても（モーディ）
- 容疑者（ジーナ〈エリザ・ドゥシュク〉）
- 夜に生きる（エマ・グールド〈シエナ・ミラー〉）
- ラスト・チャンスをあなたに（サイクロプス〈ローラ・ハリス〉）
- ラブいぬベンジー はじめての冒険（コルビー）
- リトル・ランボーズ（リー・カーター〈ウィル・ポールター〉）
- リンカーン/秘密の書（ヴァドマ〈エリン・ワッソン〉）
- ル・アーヴルの靴みがき（イドリッサ〈ブロンダン・ミゲル〉）
- ルネッサンス（ビスレーン・タジエフ〈キャサリン・マコーマック〉）
- レッドクリフ Part I（孫尚香〈ヴィッキー・チャオ〉）
  - レッドクリフ Part II -未来への最終決戦-
- レッド・サイレン（アリス）
- ロード・トリップ（ティファニー2〈ジェシカ・コーフィール〉）
- ロング・ラン 栄光の54マイル（クリスティーン）

#### ドラマ
- iCarly（ピーラフ校長）
- アガサ・クリスティー ミス・マープル 復讐の女神（ジョージーナ・バロウ〈ルース・ウィルソン〉）
- アメリカン・ホラー・ストーリー: ホテル（伯爵夫人〈レディー・ガガ〉）
- ある結婚の風景（ミラ〈ジェシカ・チャステイン〉[261]）
- ER緊急救命室
  - シーズン6（メグ・コーウィン〈マーサ・プリンプトン〉）
  - シーズン7（キニーシャ〈トイ・コナー〉）
  - シーズン9 #17（モリー〈マリナ・マロタ〉）
  - シーズン10 - 12（ケム・リカス〈タンディ・ニュートン〉）
- イエロージャケッツ（タイッサ〈タウニー・サイプレス、ジャスミン・サヴォイ・ブラウン〉[262]）
- WITHOUT A TRACE/FBI 失踪者を追え! ファイナル・シーズン（ナタリア・アンダーソン）
- ウェイワード・パインズ 出口のない街（ビバリー〈ジュリエット・ルイス〉）
- オデッセイ5（サラ・フォーブス）
- カウボーイビバップ（シン[263]）
- キャシーのbig C -いま私にできること-（アンドレア〈ガボレイ・シディベ〉）
- glee/グリー（リンジー〈リンジー・ローハン〉）、（カサンドラ・ジュライ〈ケイト・ハドソン〉）
- クリミナル・マインド7 FBI行動分析課 #23, #24（イジー・“クイーン”・ロジャース〈トリシア・エルファー〉）
- グレイズ・アナトミー（アメリア・シェパード〈カテリーナ・スコーソン〉）
- コールドケース2 #22（ビリー・デュセット〈テッサ・トンプソン〉）
- ゴシップガール（ヴァネッサ・エイプラムズ〈ジェシカ・ゾア〉）
- ゴッサム・シティ・エンジェル（ヘレナ・カイル〈アシュレイ・スコット〉）
- サード・ウォッチ（リベット・パウエル）
- サニー（ジーニー〈ラシダ・ジョーンズ〉）
- ザ・ネバーズ（マラディ〈エイミー・マンソン〉[264]）
- サブリナ（リビー・チェスラー〈ジェナ・リー・グリーン〉）
- ザ・ホスピタル（グァン・ホア〈ディン・ニン〉）
- CSI:科学捜査班 #2（ジェイミー）
- CSI:2 科学捜査班 #1（ジャニーン・ヘイウッド〈ミッシー・クライダー〉）
- ジャイアント（ファン・ジョンヨン〈パク・チニ〉）
- ジャック&ジル（オードリー〈ジェイミー・プレスリー〉）
- シンデレラ（シンデレラ〈ブランディ〉）※NHK-BS2版
- スーパーナチュラル シーズン11 #1,#3,#9,#10,#13,#18,#21-#23（ダークネス / アマラ〈エミリー・スワロー〉）
- SCORPION/スコーピオン シーズン1 #20（マヤ・ヘルナンデス〈ジンジャー・ゴンザーガ〉）
- スタジオDC:オールスター・ライブ（アトリエンヌ・ベイロン）
- ソロリティΦフォーエバー（ブリジット）
- ツイステッド・メタル（クワイエット〈ステファニー・ベアトリス〉[265]）
- ティーンズ救命隊（ケイティ）
- デビアスなメイドたち（ロージー・ファルタ〈ダニア・ラミレス〉）
- 天才学級アント・ファーム（マダムグーグー）
- ドクター・フー シーズン11（13代目ドクター〈ジョディ・ウィテカー〉）
- 夏の香り（オ・ジャンミ〈チョ・ウンスク〉）
- NUMBERS 天才数学者の事件ファイル シーズン3 #1,#2（クリスタル・ホイル〈キム・ディケンズ〉）
- バフィー 〜恋する十字架〜（グローリー〈クレア・クレイマー〉）
- ハロー!スーザン（ヴィッキー・グロナー・ルービンスタイン〈キャシー・グリフィン〉）
- ヒューマン・ターゲット シーズン2 #11（アンジー・アンダーソン〈ローレン・ジャーマン〉）
- フォッシー&ヴァードン 〜ブロードウェイに輝く生涯〜（グウェン・ヴァードン〈ミシェル・ウィリアムズ〉[266]）
- ふたりは最高!ダーマ&グレッグ
  - シーズン4 #8（ケリー）
  - シーズン5 #23（ローラ・バトラー）
- プライベート・プラクティス（アメリア・シェパード〈カテリーナ・スコーソン〉）
- フラッシュポイント -特殊機動隊SRU-（ジュールス）
- ブルックリン74分署（ノーナ・バレンタイン巡査〈クレア・スコット〉）
- プロビデンス（ダニエル）
- ベター・コール・ソウル（キム・ウェクスラー〈レイ・シーホーン〉）
- マーズ 火星移住計画（ハナ・スン、ジュン・スン）
- マードック・ミステリー 〜刑事マードックの捜査ファイル〜 #8（ミネルバ・フェアチャイルド〈シャーロット・サリヴァン〉）
- MACGYVER/マクガイバー シーズン1 #13（シンシア〈ズライ・エナオ〉）
- ミディアム6 霊能者アリソン・デュボア（キラ・ヒューダック）
- ミディアム7 最終章（リー・スキャンロン〈少年時代〉、サマンサ・コークリー）
- 名探偵ポワロ ひらいたトランプ（ローダ・ドーズ〈ハニーサックル・ウィークス〉）
- 名探偵モンク7（ローラ〈ケリー・カールソン〉）
- UCアンダーカバー 特殊捜査班（モニカ・デイヴィス〈ブルックリン・ハリス〉）
- 愉快なシーバー家（ブロンド）
- THE LAST OF US（マーリーン〈マール・ダンドリッジ〉[267]）
- リゾーリ&アイルズ ヒロインたちの捜査線（ジェーン・リゾーリ〈アンジー・ハーモン〉）
- 恋・愛・都・市 恋がしたい（リー・ミンラン〈ナー・イン〉）
- 私はラブ・リーガル4 #1-#3,#12（ニッキー・ルプリー〈キム・カーダシアン〉）
- ワン・ミシシッピ -ママの生きた道、私の生きる道-（ティグ・ノタロ）

#### アニメ
- アドベンチャー・タイム（フィン）
- アトランティス 帝国最後の謎（プリンセス・キーダ）
- アバローのプリンセス エレナ（シュリキ）
- おさるのジョージ（ミント）
- ぎゃあ!!!リアル・モンスターズ
- クルードさんちのはじめての冒険（イープ・クルード[268]）
  - クルードさんちのあたらしい冒険[269]
- シュレック2（レッドカーペットのアナウンサー）
- シンデレラII（メアリー）
- スパイダーマン（テリー・リー）
- DC がんばれ!スーパーペット（マーシー・グレイブス[270]）
- ティーモ・シュプリーモ（キャプテン・クランドル）
- ティンカー・ベル シリーズ（ヴィディア）
  - ティンカー・ベル
  - ティンカー・ベルと妖精の家
  - ティンカー・ベルと輝く羽の秘密
  - ティンカー・ベルとネバーランドの海賊船
  - ティンカー・ベルと流れ星の伝説
  - ピクシー・ホロウ・ゲームズ 妖精たちの祭典
- なかよしおばけ（ジョージ）※ビデオ版
- BIONICLE -マスク・オブ・ライト- ザ・ムービー（ガーリ）
- ハウス・オブ・マウス（クララベル・カウ、パーディダ）
- バットマン ゴッサムナイト（アンナ・ラミレス）
- プラウドファミリー（トゥルーディー・プラウド）
- ヘイ・アーノルド! ムービー（ジェラルド）
- ヘラクレス（ヘカテー）
- ホームムービーズ（ポーラ・スモール、ペリー）
- ホワット・イフ...?（ガモーラ[271]）
- ミュータント・タートルズ:ミュータント・パニック！（2023年9月22日公開）（シンシア・ユートロム[272]）
- ムーミン谷とウィンターワンダーランド（ムーミンママ、リトルミイなど13役）
- モンスター・ハウス（ジー）

#### その他
- UFC登竜門TUF シーズン18（ミーシャ・テイト）
- ランニング・ワイルド WITH ベア・グリルス 2 #6（ジーナ・カラーノ〈本人〉[273]）
- 小さな島の愛と絆のカワウソ物語（スーザン）

### テレビドラマ
- 火曜サスペンス劇場「正当防衛」（1995年10月3日、日本テレビ）
- 新・女検事 霞夕子「花を捨てる女」（1995年11月21日、日本テレビ）
- たたかうお嫁さま 新婚SP（1996年4月3日、日本テレビ）
- スーパー戦隊シリーズ（テレビ朝日）
  - 侍戦隊シンケンジャー（2009年） - 薄皮太夫の声 /薄雪 役
  - 騎士竜戦隊リュウソウジャー（2019年） - プリシャスの声 役、エラスの声 役
  - 暴太郎戦隊ドンブラザーズ（2022年） - 龍虎之戟、虎的盾鑼音声[274][275]
- サギ師リリ子（2009年、テレビ東京） - 久保川朋美 役
- 古代少女ドグちゃん（2009年、毎日放送） - ドキゴローの声 役
- 雪冤（2010年9月29日、テレビ東京） - 恭子 役
- 古代少女隊ドグーンV（2010年、毎日放送） - シャシャ爺の声 役
- コードネームミラージュ（2017年、テレビ東京） - ロビンの声役
- 日曜ワイド「将軍刑事」（2018年1月21日、テレビ朝日） - ダイナゴンの声 役
- 金曜プレミアム「新 京都殺人案内」（2018年2月9日、フジテレビ） - バリスタ 役
- 仮面ライダーセイバー（2021年、テレビ朝日） - ネコメギドの声 役[276]
- 燕は戻ってこない（2024年、NHK総合・NHK BSプレミアム4K） - 青沼薫 役[277]

### 映画
- 侍戦隊シンケンジャー 銀幕版 天下分け目の戦（2009年、薄皮太夫の声）
- 侍戦隊シンケンジャーVSゴーオンジャー 銀幕BANG!!（2010年、薄皮太夫の声）
- 神☆ヴォイス（2011年、竹田さゆり）
- あかぼし（英語版）（2013年、園部佳子）
- スプリング、ハズ、カム（2017年、夏川真希子）[278]
- ハケンアニメ!（2022年、ナレーション[279]）

### 舞台
- 赤い鳥の居る風景
- 演劇集団円『雨空』（1995年6日 - 11日、ステージ円） - お末 役
- 演劇集団円『ねこ･こんさるたんと』（1996年1月5日 - 14日、湘南台文化センター 他）
- 演劇集団円『薔薇と海賊』（1996年7月3日 - 8日、紀伊國屋ホール／7月10日、ピッコロシアター）
- 菜の花舞台（1997年、伊豆市小土肥）
- 飛龍伝〜今蘇る、青春の魂〜（1997年、スペース・ゼロ）
- 花粉熱（1998年、博品館劇場） - ジャッキー・コーリトン 役
- フェードル（1999年、青山円形劇場） - イスメーヌ 役
- 彷徨列車（2000年、中野ザ・ポケット） - マドカ 役
- 黒柳徹子主演シリーズ『レティスとラベッジ』（2000年、ル テアトル銀座） - ミス・フレイマー 役
- 演劇集団円『鏡花万華鏡 風流線』（2004年7月16日 - 25日、紀伊國屋ホール） - お龍 役
- 朗読劇『電車男』（2005年3月12日 - 14日、シアターアプル／5月9日、東京国際フォーラム ホールC） - 主演・電車男 役
- レインマン（2006年、東京グローブ座 他） - スザンナ・パルミエリ 役
- 演劇集団円『ファウスト‐現代人よ!これがファウスト的生き方だ!‐』（2006年7月21日 - 30日、紀伊國屋ホール）
- クイックドロウ（2007年、シアターアプル） - マイラ 役
- フェイドラの恋（2007年、シアターΧ） - ストローフィ 役
- 演劇集団円『オセロー』（2007年7月20日 - 29日、紀伊國屋ホール） - デズデモーナ 役
- 喝采（2007年、シアターサンモール） - 西園寺飛鳥 役
- 孤独から一番遠い場所（2008年、ステージ円） - 美砂子 役
- 黒柳徹子主演シリーズ『33の変奏曲』（2010年、ル テアトル銀座） - クララ・プラント 役
- 演劇集団円『ホームカミング』（2010年4月12日 - 25日、ステージ円） - ルース 役
- 演劇集団円『死んでみたら死ぬのもなかなか四谷怪談‐恨‐』（2010年8月8日 - 15日、シアタートラム／20日 - 22日、台東デザイナービレッジ） - お岩 役
- 朗読劇『LOVE LETTERS』（2010年、PARCO劇場） - メリッサ 役
- 東日本復興支援リーディング『いのちを詠う‐日本の現代詩から‐』（2011年、世田谷パブリックシアター）
- SOUND THEATRE『Mermaid Blood』（2012年、日本橋三井ホール） - 伽羅、北条政子 役
- 演劇集団円『胸の谷間に蟻』（2012年4月20日 - 5月2日、ステージ円） - 高森奈々 役
- 燕のいる駅（2012年、三鷹市芸術文化センター 他） - 劇中アナウンス
- 即興!!〜ガチとの遭遇〜（2012年、TACCS1179）
- プロデュース『戯伝写楽‐その男､十郎兵衛‐』（2012年、スペース・ゼロ）
- 声優口演SPECIAL『Voice of Chaplin〜ヴォイス・オブ・チャップリン〜』（2013年、赤坂ACTシアター）
- 演劇集団円『ワーニャ伯父さん』（2013年7月19日 - 28日、東京芸術劇場 シアターウエスト） - エレーナ 役
- 演劇集団円『夏ノ方舟』（2013年9月12日 - 23日、ステージ円） - 潮/セイ 役
- プロデュース『W・シェイクスピア HUMAN』（2014年、本多劇場）
- 9daysQueen〜九日間の女王〜（2014年、赤坂ACTシアター） - キャサリン・パー 役
- 演劇集団円『錬金術師』（2014年5月20日 - 6月1日、東京芸術劇場 シアターウエスト） - ドル 役
- つながる音楽劇『麦ふみクーツェ』〜everything is symphony!!〜（2015年、世田谷パブリックシアター・シアターBRAVA!）
- GS近松商店（2015年、大阪新歌舞伎座） - 玲玉 役
- THEATRICAL LIVE『Relic〜tale of the last ninja〜』（2016年、品川ステラボール） - 風魔小太郎 役
- 演劇集団円『透明な血』（2016年6月10日 - 16日、すみだパークスタジオ倉） - ニコ 役
- 朗読劇『解夏』（2016年10月26日・29日・30日、六行会ホール） - 朝村陽子 役
- 音楽朗読劇『BLOOD+〜彼女が眠る間に〜』（2017年、天王洲 銀河劇場） - ルイーズ・ブルジェ、アンジェ・ルヌワール・ド・ビュシエール 役
- Emergency×Emergency『METEORITE』（2017年、ワーサルシアター）
- LAL STORY『神楽坂怪奇譚‐棲‐』（2018年11月20日 - 25日、神楽坂TheGLEE） - 女 役
  - 体感型配信怪奇譚『神楽坂怪奇譚‐棲‐』（2020年8月15日 - 17日、浅草九劇・配信） - ナビゲーター[280]
- VOICARION『GHOST CLUB』（2017年 - 2019年、シアタークリエ、明治座） - シャーロック・ホームズ 、デズモンド・クロフト卿 役
- THEATRICAL LIVE『The Black Prince』（2017年、舞浜アンフィシアター） - ジョン・ホークウッド 役
- 劇団桟敷童子『標〜shirube〜』（2017年、すみだパークスタジオ） - ワタリ 役
- 『蜜蜂と遠雷』 リーディング・オーケストラコンサート〜コトダマの音楽会〜（2018年1月5日・6日、Bunkamura オーチャードホール／27日・28日、森ノ宮ピロティホール） - ストーリーテラー
- LAL STORY『死と乙女』（2018年、サンモールスタジオ） - ポリーナ・サラス 役
- リーディングドラマ『シスター』（2018年、博品館劇場） - 姉 役
- VOICARION『声歌舞伎〜信長の犬〜』（2018年 - 2021年、博多座、帝国劇場、御園座） - 織田信長 役
- 配信朗読劇『予告犯』（2018年9月16日 - 17日・22日 - 23日、豊島区立舞台芸術交流センター） - 吉野絵里香 役
- 音楽朗読会『言奏幻写〜巡る花の記憶〜』（2018年、南青山MANDALA） - 語り手
- LAL STORY『東海道四谷怪談外伝‐嘘‐』（2019年、白金高輪SELENE STUDIO） - 若旦那 役
- ミュージカル『レ・ミゼラブル』（2019年、帝国劇場、御園座、梅田芸術劇場、博多座・札幌文化芸術劇場） - マダム・テナルディエ 役
- 日本音楽集団公演『竹取物語』（2019年、川口総合文化センター） - 語り手
- 恋を読む『逃げるは恥だが役に立つ』（2019年、ヒューリックホール東京、名古屋市芸術創造センター） - 土屋百合 役
- LAL STORY『さけび』（2019年、サンモールスタジオ） - クレア 役
- KERA CROSS『グッドバイ』（2020年、かめありリリアホール、シアタークリエ、梅田芸術劇場、名古屋市民会館、山形市民会館、長岡市立劇場、JMSアステールプラザ、パルセいいざか） - 大櫛加代 役
- VOICARION『女王がいた客室』（2020年 - 2021年、シアタークリエ） - アレクサンドル・パーレン 役
- 音楽朗読劇「黑世界 ～リリーの永遠記憶探訪記、或いは、終わりなき繭期にまつわる寥々たる考察について～」 （2020年、サンシャイン劇場、COOL JAPAN PARK OSAKA） - ラッカ、モスカータ 役
- 奈良県観光キャンペーン芸術公演『古事記』（2020年、長谷寺） - 天照大神 役
- 劇団扉座40周年記念公演『曲がり角の悲劇』（2020年、紀伊國屋ホール） - 戦士ナギ 役
- 演劇の毛利さん『星の王子さま』『夜間飛行』（2021年、サンシャイン劇場） - 王子さま、飛行士、ファビアン、リヴィエール 役
- VOICARION『歴史絵巻〜孔明最後の一夜〜』（2021年、新歌舞伎座、博多座） - 姜維、馬謖 役
- ストーリー・コンサート『クララ-愛の物語-』（2021年、第一生命ホール） - クララ・シューマン 役
- 恋を読む inクリエ『逃げるは恥だが役に立つ』（2021年、シアタークリエ） - 土屋百合 役[281]
- 朗読劇『The Guys 消防士たち〜世界貿易センタービルは消えても〜』（2021年、下北沢OFF・OFFシアター） - ジョーン 役
- ミュージカル『October Sky〜遠い空の向こうに〜』（2021年、シアターコクーン、森ノ宮ピロティホール） - エルシー・ヒッカム 役
- 舞台『千と千尋の神隠し』（2022年、帝国劇場、梅田芸術劇場、博多座、札幌文化芸術劇場、御園座） - 湯婆婆/銭婆 役[282]
  - 舞台『千と千尋の神隠しSpirited Away』（2024年、帝国劇場、御園座、博多座、ロンドン・コロシアム、梅田芸術劇場、札幌文化芸術劇場）[283]
- VOICARION『スプーンの盾』（2022年 - 2025年、サンケイブリーゼ、シアタークリエ） - アントナン・カレーム、ナポレオン・ボナパルト、マリー・グージュ、シャルル＝モーリス・ド・タレーラン＝ペリゴール 役
- READING HIGH『YOUNG WIZARDS〜Story from 蘆屋道満大内鑑〜』（2022年、パシフィコ横浜国立大ホール） - 葛の葉、玉藻前 役
- VORLESEN『あの坂の向こう』（2022年、四日市市文化会館） - ヤマトタケル 役
- VOICARION『拾弍人目の服部半蔵』（2022年、博多座、新歌舞伎座） - 岡田以蔵 役
- 舞台『キングダム』（2023年、帝国劇場、梅田芸術劇場、博多座、札幌文化芸術劇場） - 紫夏 役（Wキャスト）[284]
- 舞台『剣聖』（2023年、サンモールスタジオ） - 演出
- 長澤勝俊生誕100年〜長澤勝俊の軌跡〜『竹取物語ー竜女の玉』（2023年、第一生命ホール） - 語り
- こえかぶ 朗読で楽しむ歌舞伎〜雪の夜道篇〜（2023年、草月ホール）
- VORLESEN『北辰に馳せる野馬〜野馬追誕生異聞伝〜』（2023年、南相馬市民文化会館） - 相馬重胤 役
- 声優口演ライブ2024（2024年、有楽町朝日ホール）
- TRUMP series 15th ANNIVERSARY FINAL『繭期極夜会』（2024年、東京国際フォーラムホールC）
- 舞台『平家物語 ー胡蝶の被斬ー 』（2025年、新国立劇場） - 演出
- スエフェス2025『笑う悪魔の晩餐』（2025年、スペース・ゼロ） - ハンナ 役

### テレビ番組
※はインターネット配信。
- 番宣部長（2016年、アニメシアターX）

### 映像商品
- VOICARION『博多座声歌舞伎〜信長の犬〜』
- VOICARION『帝国声歌舞伎〜信長の犬〜』
- VOICARION『大阪歴史絵巻〜孔明最後の一夜〜』
- TRUMPシリーズ『黑世界（日和の章）』
- 演劇の毛利さん『星の王子さま』『夜間飛行』
- THEATRICAL LIVE『The Black Prince』
- THEATRICAL LIVE『Relic〜tale of the last ninja〜』
- 音楽朗読劇『BLOOD+〜彼女が眠る間に〜』
- KERA CROSS『グッドバイ』
- 9days Queen〜九日間の女王〜
- 鋼の錬金術師 Festival '09
- 鋼の錬金術師FESTIVAL〜Tales of anotherもうひとつの物語〜
- BLEACH SOUL SONIC 2005 "夏"
- BLEACH SOUL SONIC 2006 夏祭
- 星空のコミックガーデン おいでよ! コミット 2009春
- 朗読劇『電車男』

### ナレーション
テレビ
- NNNドキュメント（2008年、日本テレビ）
- BS熱中夜話（2009年5月、NHK-BS2）
- 報道特集NEXT（2010年、TBSテレビ）
- オイコノミア（2012年4月3日 - 2018年3月21日、NHK Eテレ）
- 金曜ロードSHOW!（2013年4月12日 - 、日本テレビ）
- しあわせ!もふもふペット（2018年、dTVチャンネル）
- ワールド極限ミステリー UFO・UMA・ホラー・超常現象・オカルトSP（2021年、TBS）
- 報道の日 2021（2021年、TBS）
- 風磨とチョコプラのふちど〜るマップ（2023年、テレビ東京）

その他
- 進撃の巨人×JRAコラボ「進撃の有馬記念」（解説）
- 進撃の巨人展（音声ガイド）
- 鋼の錬金術師展（音声ガイド）
- モンスターハンター フロンティア オンライン（シーズン2.0/3.0/4.0PV）
- シド・ミード展 PROGRESSIONS TYO 2019（音声ガイド）
- 未実装のラスボス達が仲間になりました。（PV）
- L'Arc～en～Ciel 30th L'Anniversary（Prime Video）

### ボイスオーバー
- 日立 世界・ふしぎ発見!「宇宙からの贈り物 隕石が生んだ南ドイツの奇跡」（2013年11月9日、TBSテレビ）
- ありえへん∞世界 3時間SP（2015年12月29日、テレビ東京）

### CM
- スーパーロボット大戦α外伝
- JOYSOUND ポケメロ L'Arc〜en〜Ciel
- コナミブルードラゴン トレーディングカードゲーム
- ドラゴンクエストV 天空の花嫁（ニンテンドーDS版）
- スクウェア・エニックス 『月刊少年ガンガン』
- グランブルーファンタジー 黒騎士&オルキス篇
- モンスターストライク 鋼の錬金術師コラボ

### ラジオ
※はインターネット配信。
- アニプレックスアワー ハガレン放送局（2003年 - 2005年、ラジオ大阪、文化放送）
- ラヂオ錬金術師（2004年、アニメイトTV※）
- 店長候補生・超電波HYPER WAVE!（2004年 - 2007年、A&G 超RADIO SHOW〜アニスパ!〜内）
- 森久保・朴のポケ声ナイト!（2005年 - 2006年、文化放送）
- BLEACH “B” STATION（2006年6月度マンスリーパーソナリティ、2007年12月度劇場版SP森田当番、文化放送）
- 朴璐美・宮野真守のポケ声ファイト!→朴璐美・宮野真守のJOY SOUNDファイト!（2006年 - 2011年、文化放送）
- アニプレックスアワー「オー!NARUTOニッポン」（2006年12月度マンスリーパーソナリティー、文化放送）
- 智一&璐美のラジオ腐りかけ!（2007年 - 2013年、ラジ友※）
- 鋼の錬金術師・ラジオFA宣言（2009年 - 2010年、音泉、アニメイトTV※）
- 伊良部一郎の華麗なる一日（2009年 - 2010年、アニメイトTV※）
- MFR-Mystery Frontier Reporters!!（2011年 - 2014年、アニメイトTV※）
- おしゃべりやってまーす 第4放送（2012年 - 2013年、K'z Station、アニメイトTV※）
- 音鬼と朴璐美のH話×3（2017年、SMART USEN）

### ラジオ・朗読CD
- VOICARION『GHOST CLUB』
- VOICARION『博多座声歌舞伎〜信長の犬』
- VOICARION『女王がいた客室』
- 空中ブランコ DJCD「伊良部一郎診察日記」
- 少年（朗読CD 原作:谷崎潤一郎）
- 戦国武将物語〜姫編〜（第四話「前田まつ物語」）
- DJCD ハガレン放送局 格の違いを見せてやるスペシャル!
- 鋼の錬金術師 DJCD ハガレン放送局 1 - 6
- honeybee 羊でおやすみシリーズ Vol.20「いいから横になれよ」

### パチンコ・パチスロ
- 極楽パロディウス（タコスケ）
- サムライ7（カツシロウ）
- CR ANOTHER牙狼〜炎の刻印〜（エマ・グスマン）
- CR SAMURAI 7（カツシロウ）
- CR戦国双天絵巻〜華恋姫伝〜（濃姫）
- CR武神烈伝（濃姫）
- CRペルソナ4 the PACHINKO（白鐘直斗）
- ゼーガペイン（2013年、マオ・ルーシェン）
- ゼーガペイン2（2022年、マオ・ルーシェン[286]）
- Persona4 The SLOT（白鐘直斗）
- 政宗（伊達政宗）
- 政宗2（伊達政宗）
- 政宗3（伊達政宗）
- 政宗戦極（伊達政宗）
- スカイラブ3、4（アメリア・L・ファルコン）
- ルパン三世 2000カラットの涙（ダイヤ）

### 玩具
- 暴太郎戦隊ドンブラザーズ DX龍虎之戟（リュウコノゲキ）（2022年6月18日）
- 暴太郎戦隊ドンブラザーズ DX虎的盾鑼（タイガードラ）（2022年7月16日）

### その他コンテンツ
- 機動戦士ガンダム III めぐりあい宇宙編 / 特別版（マサキ）
- NHKみんなの手話（吹き替え）
- USJ進撃の巨人・ザ・リアル4-D（ハンジ・ゾエ）
- オリジナルアニメ『メカウデ』（耶我廻ジュン）
- 進研ゼミ中学講座アニメ「キミを、動かせ。」（さとし）
- てにをは アルバム『NO BOY』初回限定盤ボイスドラマ「ヴィランズ」（2021年、御堂蓮利[287]）
- Clock over ORQUESTA（2021年 - 、榊八色（少年）[288]）

## ディスコグラフィ

### シングル
|     | 発売日        | タイトル           | 規格品番   | タイアップ                                        |
| --- | ------------- | ------------------ | ---------- | ------------------------------------------------- |
| 1st | 2006年1月25日 | ボクたちにあるもの | AVCA-22550 | テレビアニメ『うえきの法則』4thエンディングテーマ |
| 2nd | 2007年2月28日 | Naked Flower       | AVCA-26099 | OVA『MURDER PRINCESS』エンディングテーマ          |

### アルバム
|     | 発売日        | タイトル               | 規格品番   |
| --- | ------------- | ---------------------- | ---------- |
| 1st | 2006年2月22日 | 遠い記憶               | SVWC-7337  |
| 2nd | 2006年3月1日  | ぼくとキミと果てなき空 | AVCA-22645 |

### キャラクターソング
| 発売日         | 商品名                                                                                   | 歌 | 楽曲                                     | 備考                                                   |
| -------------- | ---------------------------------------------------------------------------------------- | --- | ---------------------------------------- | ------------------------------------------------------ |
| 2002年3月27日  | シャーマンキング ボーカルコレクション 〜歌の万辞苑〜                                     | 道蓮（朴璐美）                                                                                                 | 「流露（2002VERSION）」                  | テレビアニメ『シャーマンキング』関連曲                 |
| 2002年10月23日 | シャーマンキング ドラマ&キャラクターソング集「恐山ル・ヴォワール〜prologue to shaman〜」 | 道蓮（朴璐美）                                                                                                 | 「無碍」                                 | テレビアニメ『シャーマンキング』関連曲                 |
| 2004年3月24日  | S.F.O.V I                                                                                | 道蓮（朴璐美）                                                                                                 | 「事理」                                 | テレビアニメ『シャーマンキング』関連曲                 |
| 2004年8月18日  | HAGAREN SONG FILE -EDWARD ELRIC-                                                         | エドワード・エルリック（朴璐美）                                                                               | 「明日への場所」 「RETURNABLE MEMORIES」 | テレビアニメ『鋼の錬金術師』関連曲                     |
| 2004年8月18日  | HAGAREN SONG FILE -EDWARD ELRIC-                                                         | エドワード（朴璐美）、アルフォンス（釘宮理恵）、ウィンリィ（豊口めぐみ）                                       | 「鋼のこころ」                           | テレビアニメ『鋼の錬金術師』関連曲                     |
| 2005年12月21日 | HAGAREN SONG FILE -BEST COMPILATION-                                                     | エドワード（朴璐美）、アルフォンス（釘宮理恵）、ウィンリィ（豊口めぐみ）、ロイ（大川透）、ヒューズ（藤原啓治） | 「LASTMEETing.」 「Good!」               | テレビアニメ『鋼の錬金術師』関連曲                     |
| 2009年10月14日 | Theme of Edward Elric by THE ALCHEMISTS                                                  | エドワード・エルリック（朴璐美）                                                                               | 「夢の原石」                             | テレビアニメ『鋼の錬金術師 FULLMETAL ALCHEMIST』関連曲 |
| 2009年10月14日 | Theme of Edward Elric by THE ALCHEMISTS                                                  | エドワード（朴璐美）、アルフォンス（釘宮理恵）                                                                 | 「紅月」                                 | テレビアニメ『鋼の錬金術師 FULLMETAL ALCHEMIST』関連曲 |
| 2009年10月14日 | Theme of Alphonse Elric by THE ALCHEMISTS                                                | アルフォンス（釘宮理恵）、エドワード（朴璐美）                                                                 | 「Restore steppin'」                     | テレビアニメ『鋼の錬金術師 FULLMETAL ALCHEMIST』関連曲 |
| 2010年5月26日  | Theme of Fullmetal Alchemist by THE ALCHEMISTS                                           | エドワード・エルリック（朴璐美）                                                                               | 「Determination」                        | テレビアニメ『鋼の錬金術師 FULLMETAL ALCHEMIST』関連曲 |
| 2020年12月9日  | MIRACLE DIALIES                                                                          | オオフウチョウ（朴璐美）、カタカケフウチョウ（八木ましろ）、カンザシフウチョウ（菅まどか）                     | 「ゴクラク・ワールド」                   | ゲーム『けものフレンズ3』関連曲                        |
| 2022年3月9日   | Clock over ORQUESTA First season BATTLE Vol.09 榊八色【marciale-マルチャーレ-】          | 榊八色（堀内賢雄、朴璐美）                                                                                     | 「行き先」                               | 『Clock over ORQUESTA』関連曲                          |
| 2022年3月9日   | Clock over ORQUESTA First season BATTLE Vol.09 榊八色【marciale-マルチャーレ-】          | 榊八色（朴璐美）                                                                                               | 「八尋之影（Never↓and ver.）」           | 『Clock over ORQUESTA』関連曲                          |
| 2024年5月15日  | Clock over ORQUESTA Second season BATTLE Vol.2 『ｐ － ピアノ －』                       | 榊八色（朴璐美）、春海一十（久川綾）                                                                           | 「いばらの願い」                         | 『Clock over ORQUESTA』関連曲                          |
| 2024年5月15日  | Clock over ORQUESTA Second season BATTLE Vol.2 『ｐ － ピアノ －』                       | 榊八色（朴璐美）                                                                                               | 「八十夢逃避行」                         | 『Clock over ORQUESTA』関連曲                          |

- Axis powers ヘタリア「まるかいて地球」
- アニメ店長B'店長候補生「宝石」「青空のプレゼント」「Future Scramble」
- Yes!プリキュア5GoGo!「シロップのドロップ」
- うえきの法則「Evolution」
- CLAYMORE「転生」
- 仕立屋工房 Artelier Collection「旅立ちの歌」
- シャーマンキング「求道」「事理」「無碍」「流露」
- 素敵探偵ラビリンス「太陽のライバル」
- 戦国双天絵巻「Let's get a chance」「OASIS」
- デジモンアドベンチャー02「ONLY ONE」
- デッドマン・ワンダーランド「One Reason」「Dash out」
- トリコ「Let's Cooking!!」
- BLEACH「This Light I See」「BLEACH THE LIMITATION」「SHINE」「HANABI」
- プリンセス・プリンセス「薔薇の掟」
- 星空のコミックガーデン「Paint in you」
- 魔探偵ロキRAGNAROK「Get Real」

### その他参加作品
| 発売日        | 商品名                                | 歌                                                                | 楽曲 | 備考                                              |
| ------------- | ------------------------------------- | ----------------------------------------------------------------- | --- | ------------------------------------------------- |
| 2007年6月13日 | THAT'S WATANABE FLOWER SHOW SPECIAL!! | 朴璐美 / コーラス：松風雅也、宮野真守、鈴村健一、櫻井孝宏         | 「ミュージックマン」 |                                                   |
| 2007年6月13日 | THAT'S WATANABE FLOWER SHOW SPECIAL!! | 宮野真守 / コーラス：松風雅也、朴璐美、関智一、鈴村健一、櫻井孝宏 | 「モーターバイクブギ」 |                                                   |
| 2007年6月13日 | Fight!                                | 朴璐美、宮野真守                                                  | 「Fight!」 | ラジオ『朴璐美・宮野真守のポケ声ファイト!』関連曲 |
| 2007年6月13日 | Fight!                                | 朴璐美                                                            | 「URAHARA」 | ラジオ『朴璐美・宮野真守のポケ声ファイト!』関連曲 |
| 2008年1月23日 | 百歌声爛 女性声優編II                 | 朴璐美                                                            | 「黒い涙」 「月の繭」 「愛の輪郭」 「READY STEADY GO」 「いつの日か」 「銀河鉄道999」 「哀戦士」 「ダンバインとぶ」 「時には昔の話を」 「キューティーハニー」 |                                                   |
| 2014年4月23日 | ディズニー 声のドリーム・デュエット   | 三木眞一郎、朴璐美                                                | 「みんなスター！」 |                                                   |
| 2023年12月6日 | SID Tribute Album -Anime Songs-       | 朴璐美                                                            | 「嘘」 |                                                   |